# Viktor Michajlovič Vasnecov
Viktor Michajlovič Vasnecov (in russo Виктор Михайлович Васнецов?; Lop'jal, 15 maggio 1848 – Mosca, 23 giugno 1926) è stato un pittore russo.
Noto per essere specializzato in soggetti di carattere storico e mitologico ed è considerato una figura chiave del movimento neorusso.

## Biografia

### Infanzia (1848-1858)

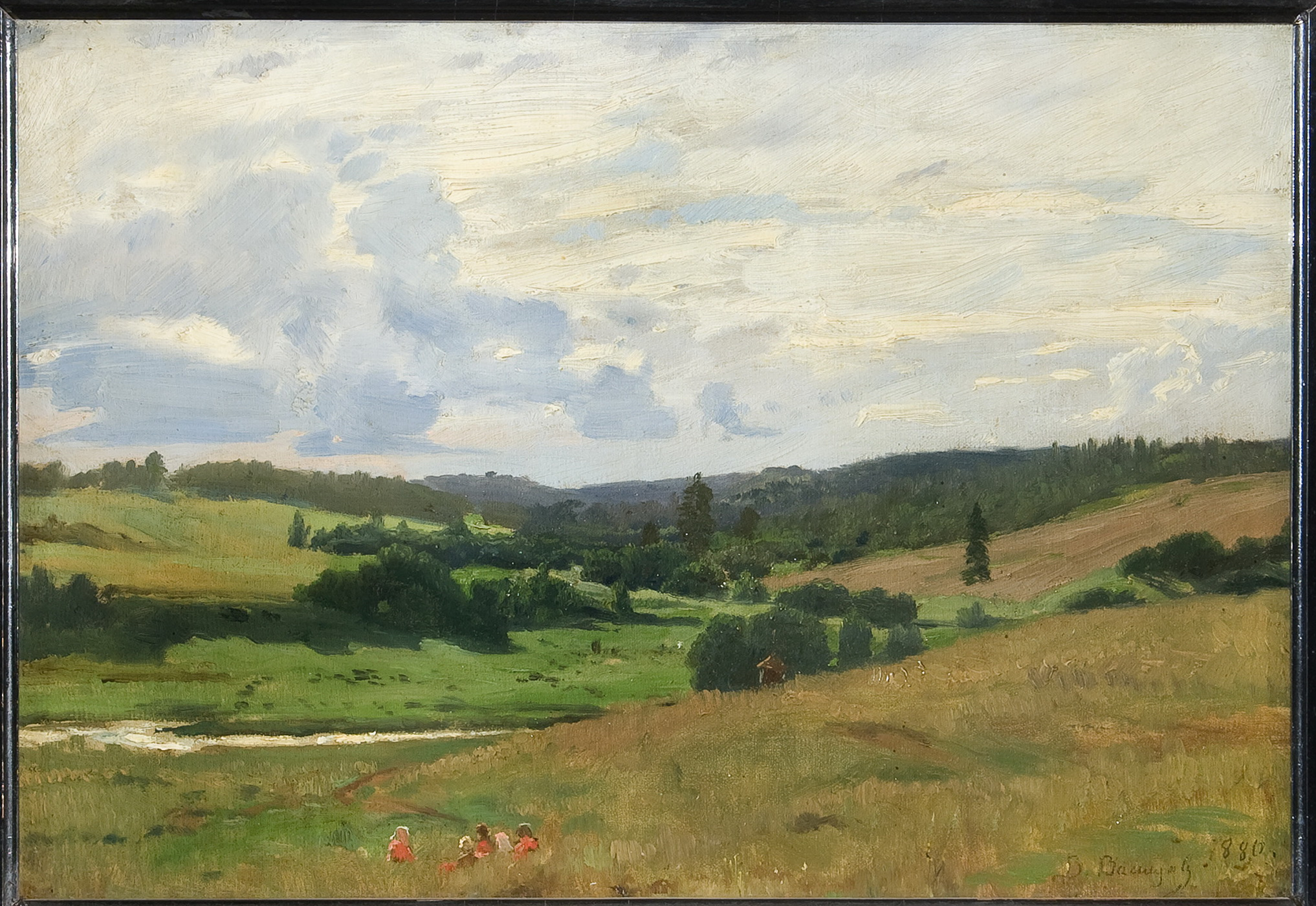
La valle del fiume Vörå vicino al villaggio di Mutovok, olio su tela, (1880).

Viktor Vasnecov nacque nel lontano villaggio di Lop'jal, nel governatorato di Vjatka nel 1848. Suo padre Michail Vasil'evič Vasnecov, un pop, fu un buon educatore di inclinazione filosofica interessato alle scienze naturali, astronomia e pittura. Suo nonno fu un pittore di icone.
Anche suo fratello Apollinarij divenne un famoso pittore, mentre l'altro fu un insegnante. Ricordando in una lettera indirizzata a Vladimir Stasov la sua giovinezza, Vasnecov sottolineò che "aveva vissuto con i bambini di paese e che non gli piacevano tanto quanto avere un narodkin come amico".

### Vjatka (1858-1867)
Dall'età di dieci anni, Viktor studiava nel seminario di Vjatka (oggi Kirov), si spostava con la sua famiglia ogni estate nel ricco villaggio mercantile di Rjabovo. Durante gli anni del seminario lavorò in un negozio di icone locale. In questo modo aiutò Michał Elwiro Andriolli, un artista polacco in esilio, nella realizzazione degli affreschi della cattedrale di Vjatka di Aleksandr Nevskij. 
Conclusi gli studi al seminario, Viktor decise di spostarsi a San Pietroburgo per continuare a dedicarsi allo studio dell'arte. Vendette i suoi quadri Woman Harvester e Milk-maid (entrambi del 1867) per racimolare i soldi per il viaggio nella capitale russa.

### San Pietroburgo (1867-1876)
Nell'agosto del 1867 Viktor entrò nell'Accademia Russa di Belle Arti. Tre anni dopo la corrente dei Peredvižniki formata da pittori realisti si ribellò contro l'Accademia.
Vasnecov divenne amico di Ivan Nikolaevič Kramskoj, leader di questo movimento, e trovò in lui un riferimento come maestro, in questo modo divenne anche amico di Il'ja Efimovič Repin lo studente che lo seguiva. 
Ironicamente Viktor, il cui nome è associato a dipinti storici e mitologici, inizialmente evitava questo tipo di soggetti. Per la sua composizione Cristo e Ponzio Pilato davanti al popolo, l'Accademia lo premiò con una piccola medaglia d'argento.

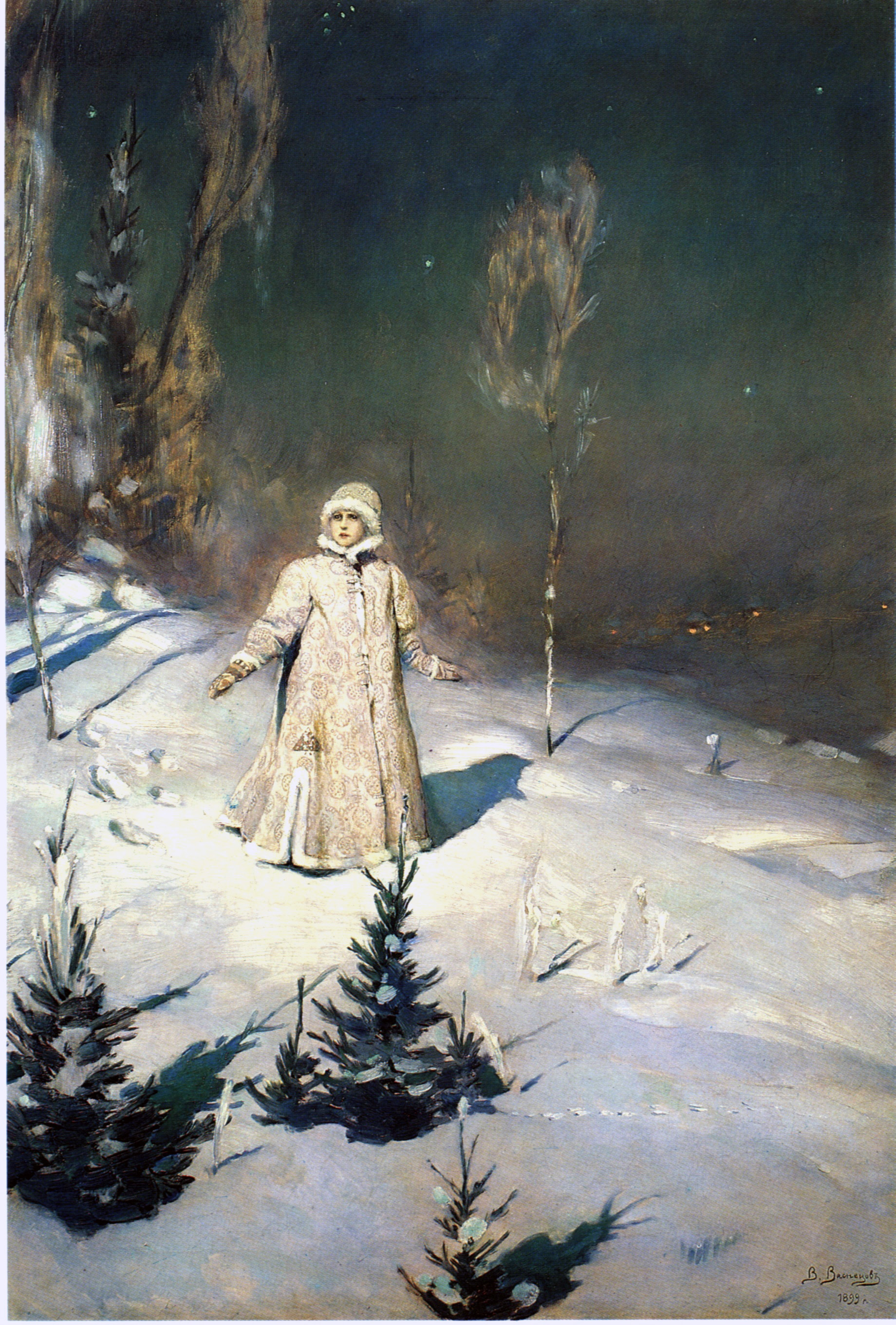
Sneguročka, olio su tela, 1899

Nei primi anni '70 realizzò una serie di incisioni dipinte sulla vita contemporanea. Due di esse (Provincial Bookseller del 1870 e Ragazzo con bottiglia di vodka del 1872) vinsero una medaglia di bronzo all'esposizione universale del 1874 di Londra. 
In quel periodo cominciò così a produrre della pittura di genere, alcune opere come Peasant Singers (1873) e Moving House (1876) furono caldamente accolte dai gruppi democratici della società russa.

### Parigi (1876-1877)
Nel 1876 Repin invitò Vasnecov a unirsi alla colonia Peredvižniki a Parigi. Mentre viveva in Francia, Viktor studiò le pitture classiche e contemporanee, da quelle accademiche a quelle impressioniste. In quel periodo dipinse Acrobati (1877), realizzò stampe, ed espose alcuni dei suoi lavori al Salon. Qualcosa a Parigi lo ispirò per i suoi soggetti fantastici e iniziò a lavorare a Ivan Tsarevich Riding a Grey Wolf e The Firebird. Vasnecov fu preso a come modello per Sadko nel celebrato dipinto di Repin Sadko in the Underwater Kingdom. Nel 1877 ritornò a Mosca. 

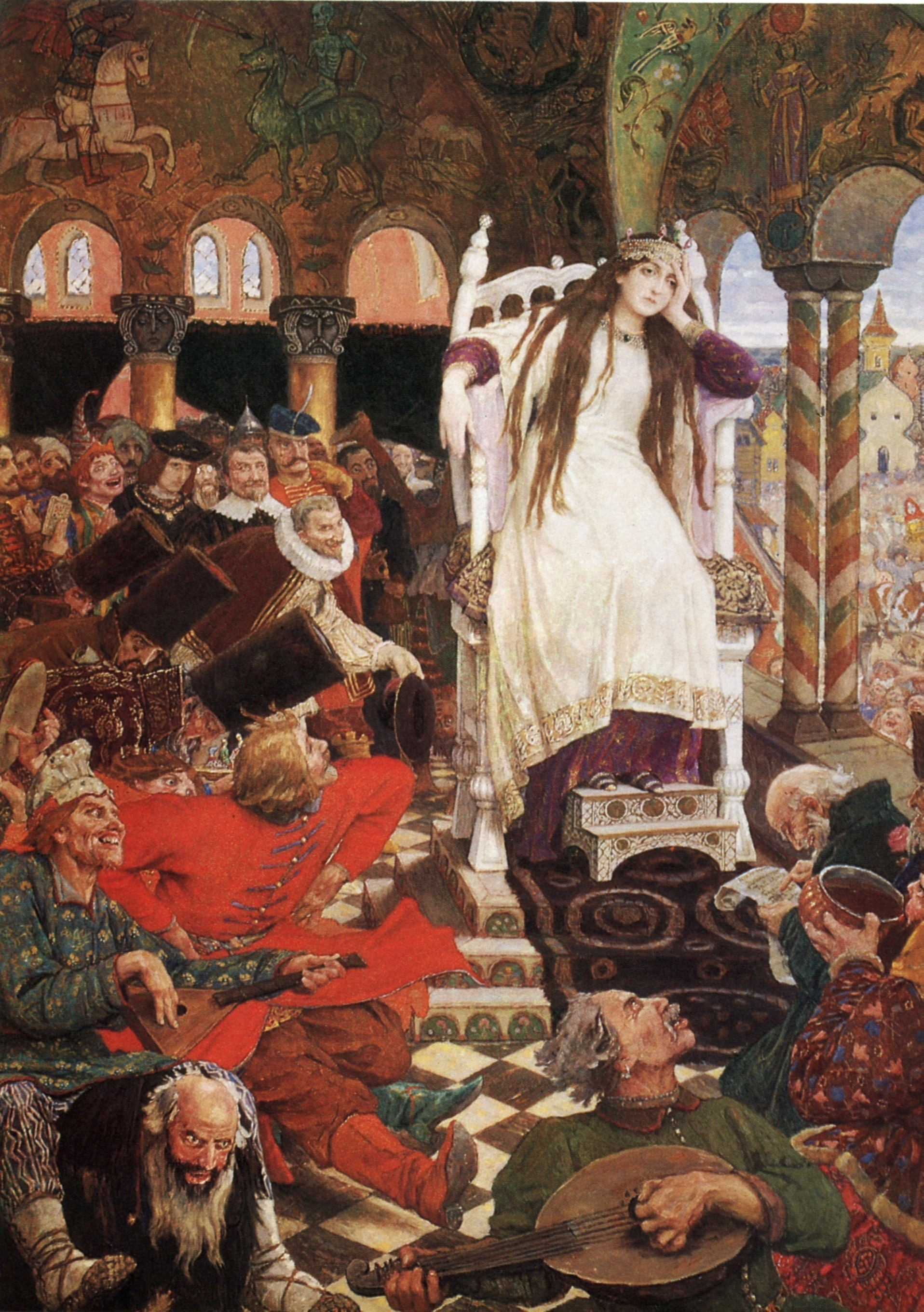
La principessa che non sorrideva

### Mosca (1877-1884)
Alla fine degli anni settanta Vasnecov si incentrò sull'illustrazione di fiabe russe e byliny, eseguite in alcune delle sue opere più famose: Cavaliere al crocevia (1878), Il campo di battaglia del principe Igor (1878), Three tsarevnas of the Underground Kingdom (1879-1881), Il tappeto magico (1880) e Alënuška (1881).

Questi lavori non furono apprezzati a quel tempo e alcuni critici radicali lo accusarono di voler minare i principi di realismo propri del Peredvižniki. Anche alcuni eminenti eruditi come Pavel Michajlovič Tret'jakov rifiutarono di comprare questi lavori. Vasnecov tornò in auge negli anni '80, quando riprese a dipingere soggetti di carattere religioso e dipinse una serie di icone per la chiesa di Abramcevo del suo patrono Savva Mamontov.

### Kiev (1884-1889)
Negli anni tra il 1884 e 1889 Vasnecov dipinse degli affreschi commissionati per la Cattedrale di San Vladimiro a Kiev, collaborando con Michail Nesterov. Fu un lavoro provocatorio che andava in contrasto con la tradizione dei dipinti religiosi russi ed occidentali. L'influente critico d'arte Vladimir Stasov etichettò l'opera come un gioco sacrilego nei confronti dei sentimenti della popolazione russa. Invece un altro famoso critico, Dmitrij Filosofov, giudicò questi affreschi come "il primo ponte sopra il precipizio di duecento che separa le diverse classi della società russa". 
Mentre viveva a Kiev, Vasnecov fece amicizia con Michail Vrubel' il quale fu così coinvolto nella realizzazione delle decorazioni della cattedrale. Mentre lavoravano assieme, al giovane artista fu data da Vasnecov una grande quantità di insegnamenti. Sempre a Kiev Vasnecov concluse Ivan Tsarevich Riding a Grey Wolf e cominciò il suo più famoso dipinto, i Bogatyr.
Nel 1885 il pittore fece un viaggio in Italia. Negli stessi anni lavorò sui disegni per palcoscenico e su i costumi per l'opera The Snow Maiden di Nikolaj Rimskij-Korsakov.

### Gli ultimi anni (1890-1926)

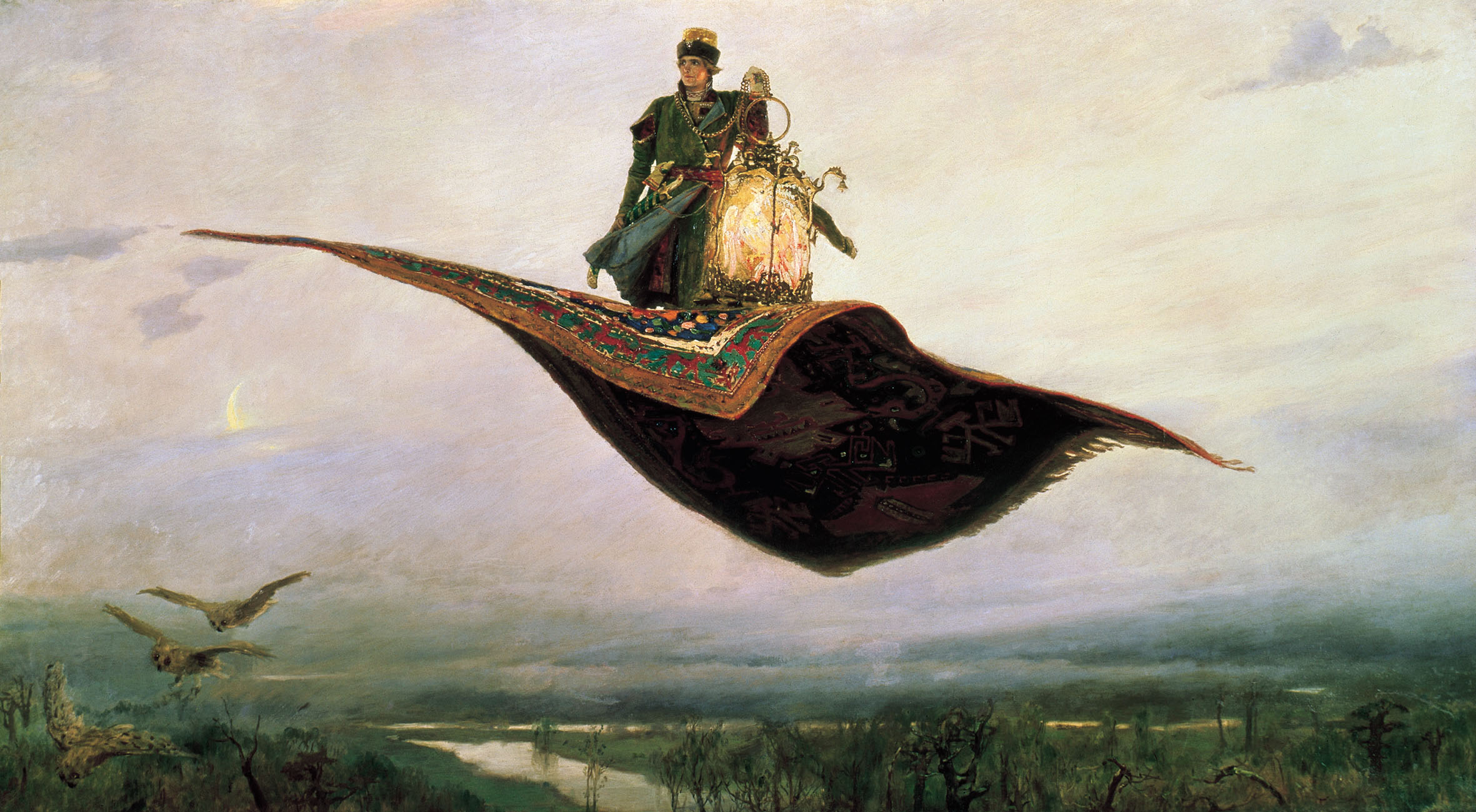
Il Tappeto Volante, olio su tela, 1880

Le seguenti due decadi furono le più produttive tra quelle di Vasnecov, ma la maggior parte dei suoi dipinti furono percepiti come di secondaria importanza. Sempre più Vasnecov si dedicò ad altri media. Nel 1897 collaborò con suo fratello Apollinarij per il design teatrale di un'altra opera teatrale di Rimskij-Korsakov, Sadko, e negli anni '10 gli fu commissionato di realizzare una nuova uniforme per i soldati russi, e il cosiddetto bogatyrka il copricapo dell'esercito russo.
Al cambio di secolo, Vasnecov elaborò il tratto distintivo in stile fiabesco per l'architettura neorussa. Il suo primo acclamato progetto fu per la chiesa di Abramcevo (1882), realizzato insieme a Vasilij Polenov. Nel 1894, progettò la sua casa di Mosca, il padiglione russo dell'esposizione universale nel 1898 e infine nel 1904 progettò la più famosa opera in stile fiabesco: la Galleria Tret'jakov. Tra il 1906 e 1911, Vasnecov lavorò al disegno del mosaico per la Cattedrale di Aleksandr Nevskij a Varsavia. 
Nel 1912 Vasnecov ricevette un titolo nobiliare dallo zar Nicola II.
Appena prima della Rivoluzione russa Vasnecov divenne reggente della Galleria Tret'jakov. Destinò una parte del suo guadagno al Museo storico di stato, in questo modo una buona parte della collezione del museo è stata acquistato con i soldi di Vasnecov. Dopo la Rivoluzione d'ottobre difese dalla rimozione alcuni dipinti religiosi (dei quali i più noti sono di Aleksandr Ivanov) dalla chiesa per la Galleria Tret'jakov.

## Curiosità
L'asteroide 3586 Vasnetsov, scoperto dall'astronoma sovietica Ljudmila Žuravlёva nel 1978 è stato così battezzato in onore di due fratelli Viktor e Apollinarij Vasnecov.

## Galleria d'immagini

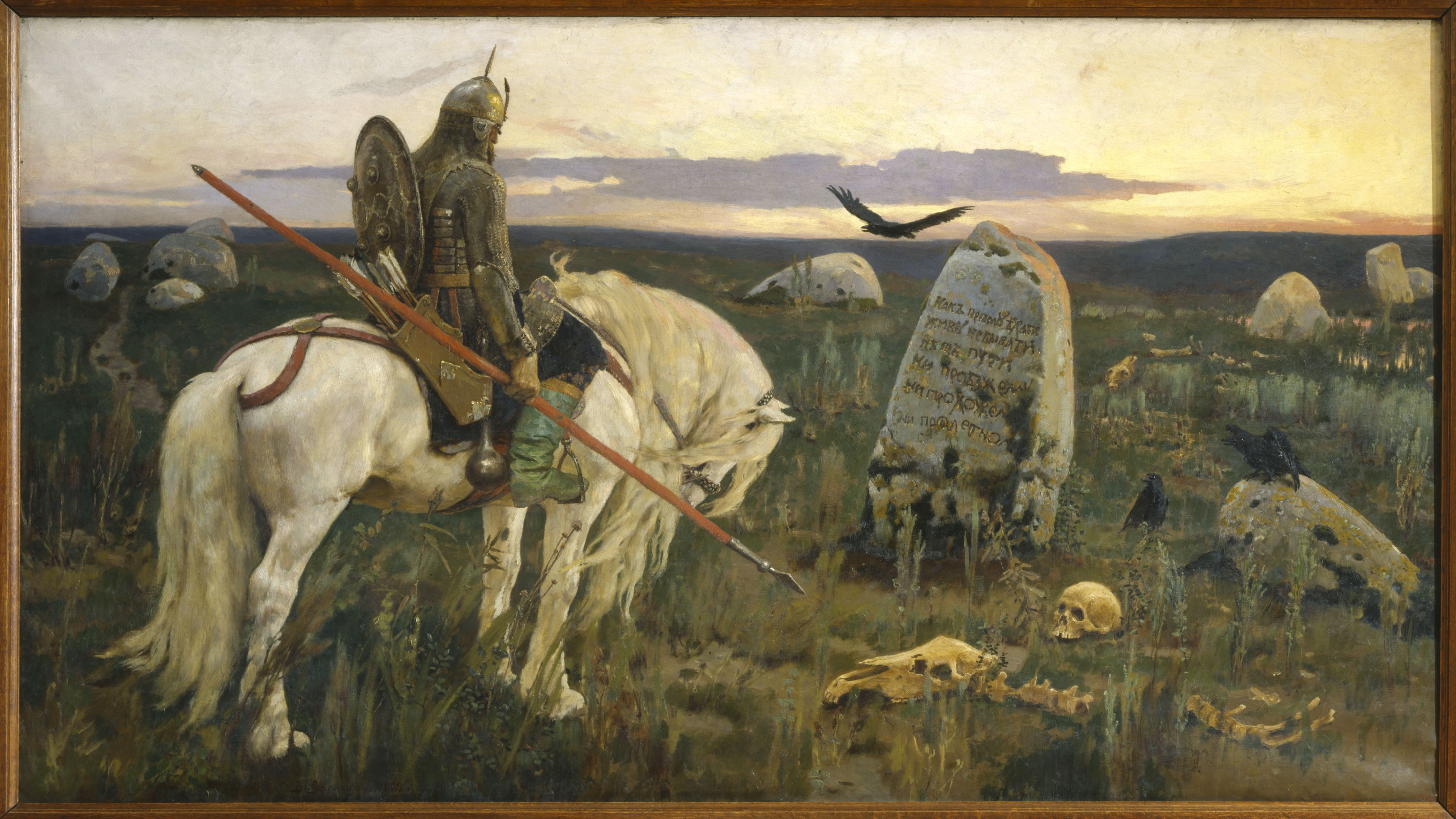
Cavaliere al bivio, 1882
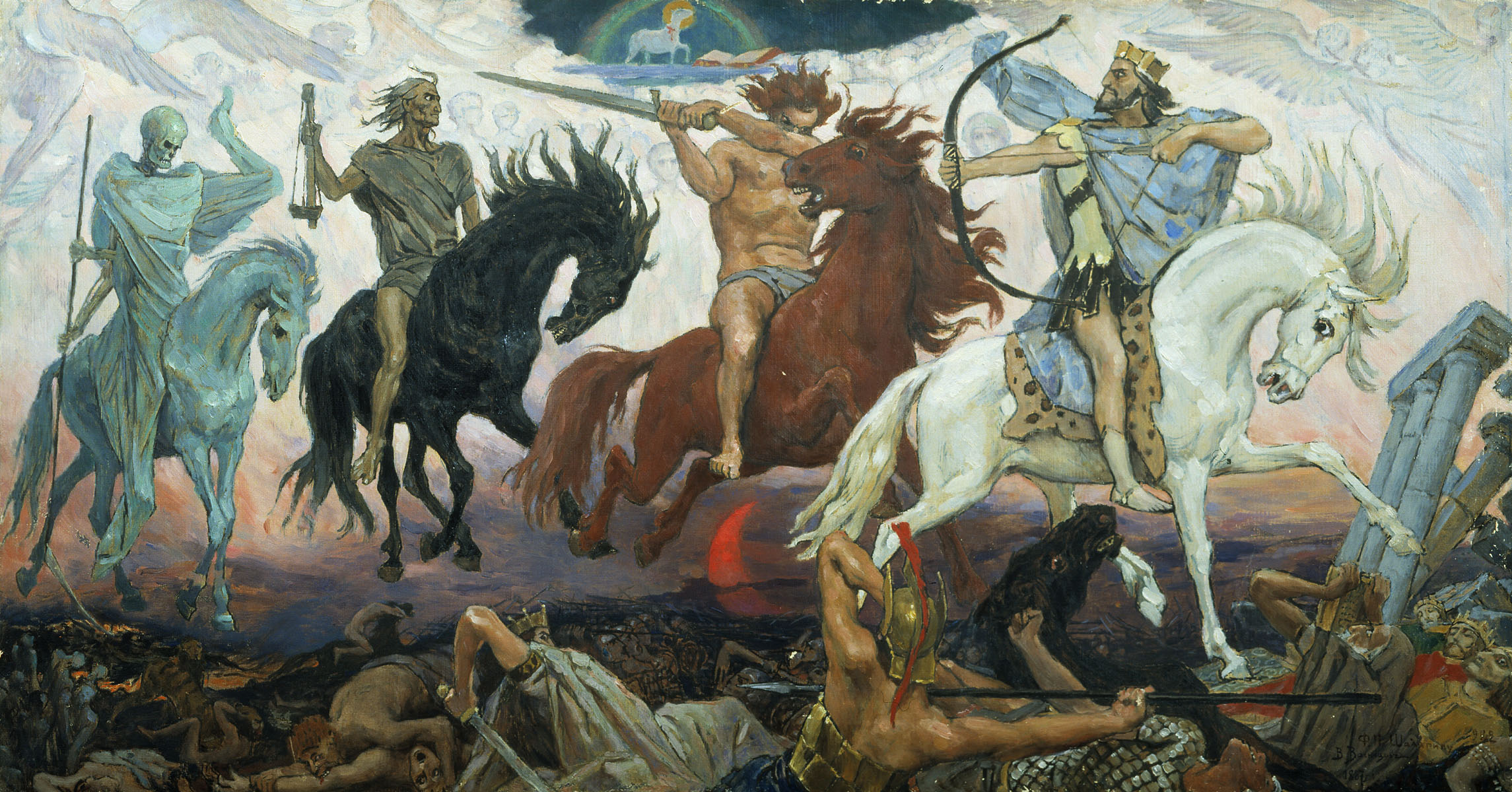
I Quattro Cavalieri dell'Apocalisse, 1887
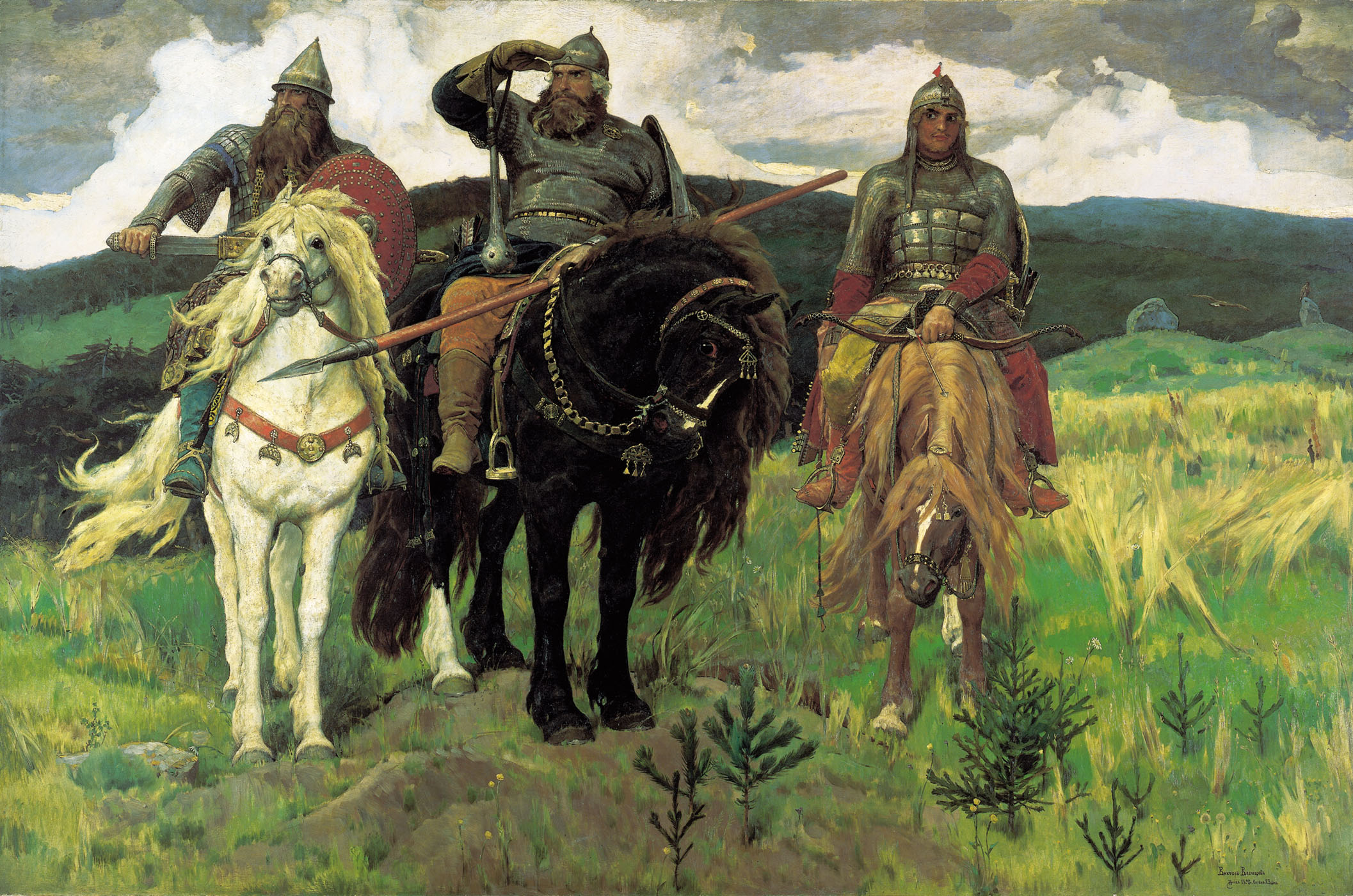
Bogatyri, 1898
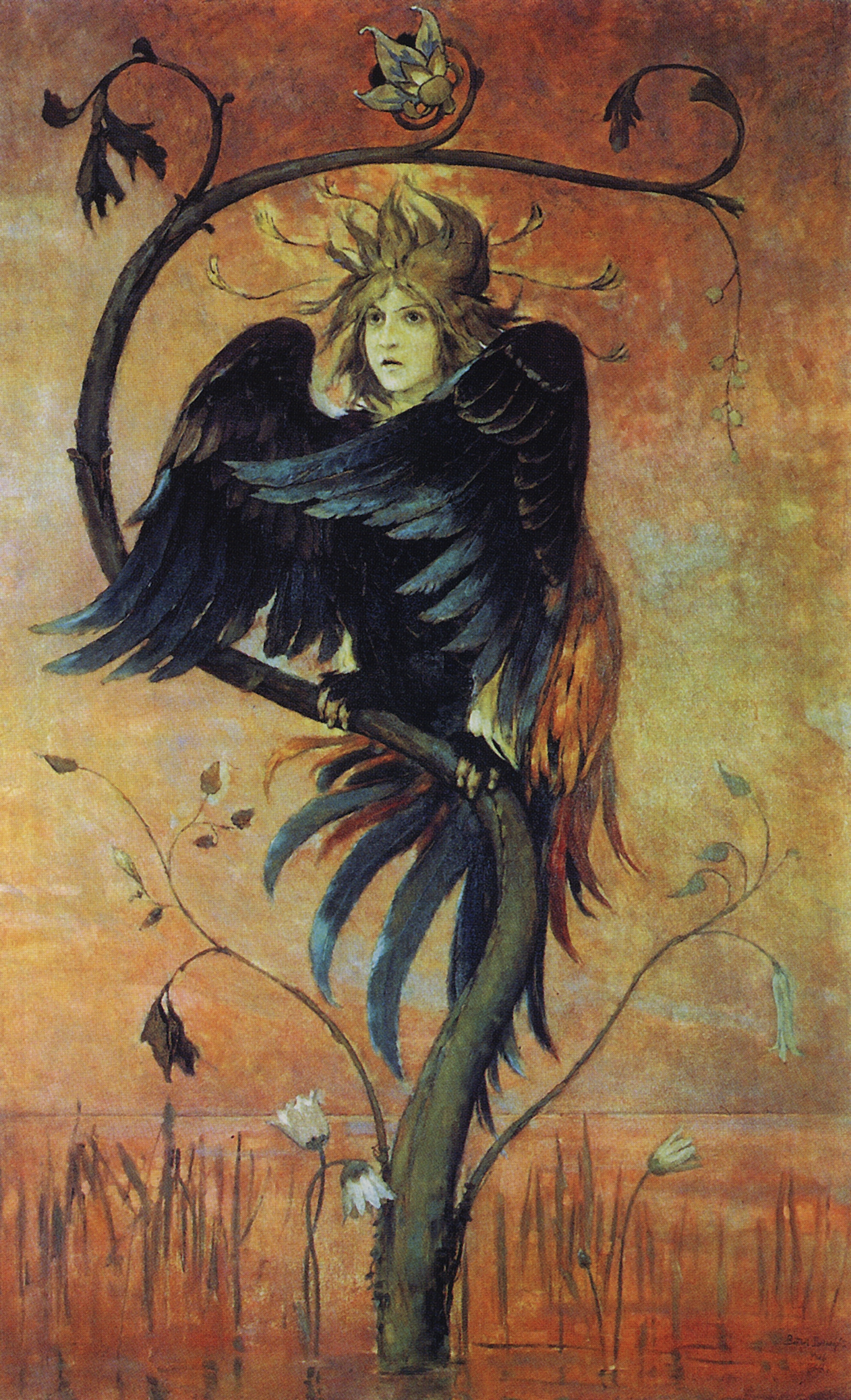
Gamajun, L'uccello profetico, 1897
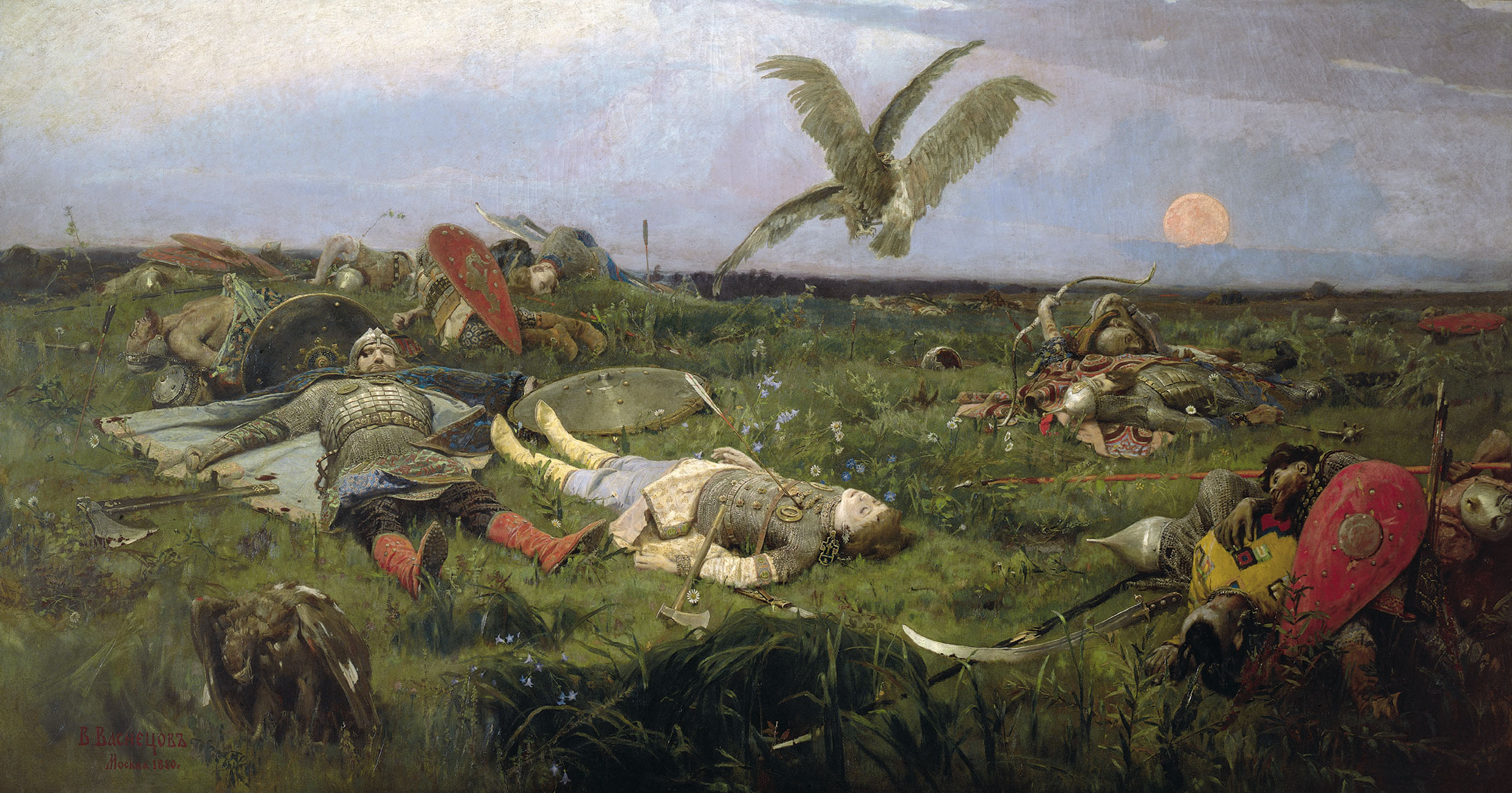
Dopo la battaglia del principe Igor, 1880
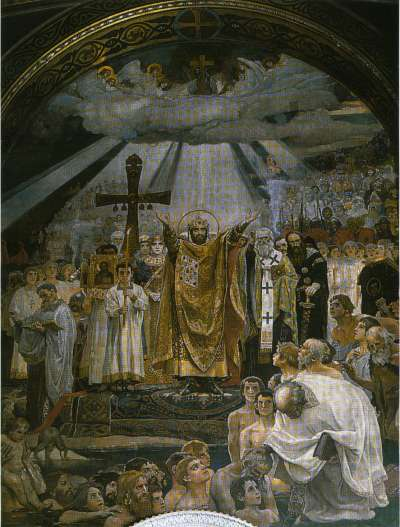
Il battesimo dei Russi. (Cattedrale di San Vladimiro), 1885-1896
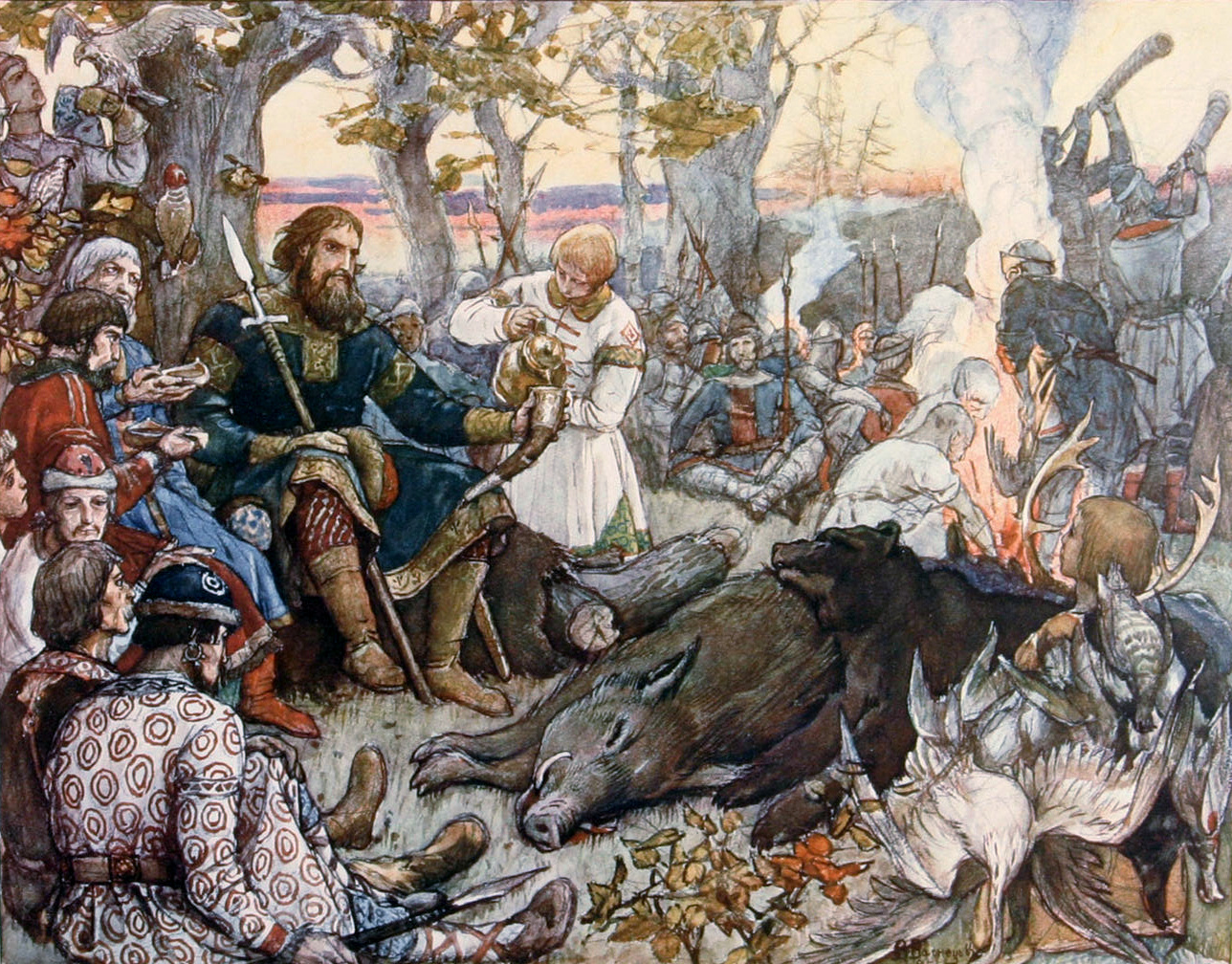
Monomaco si riposa dopo la caccia
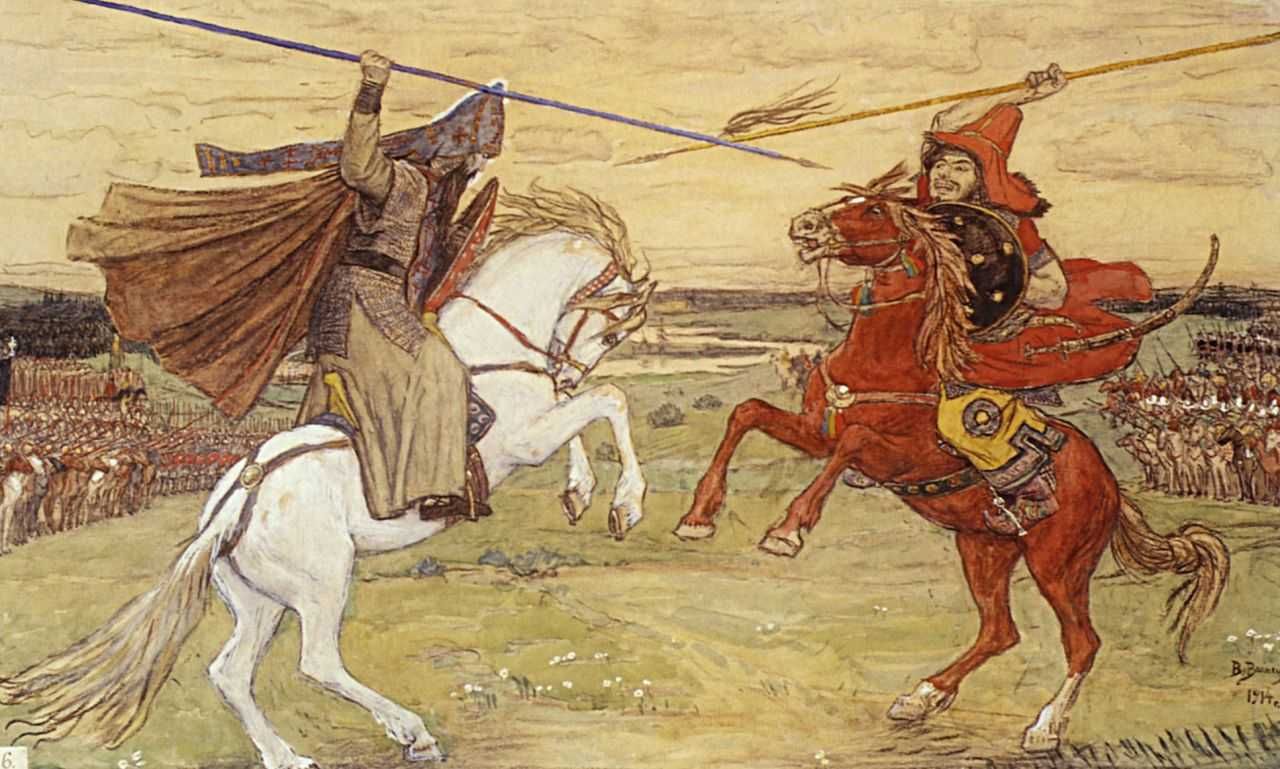
duello di Peresvet con Chelubey, 1914
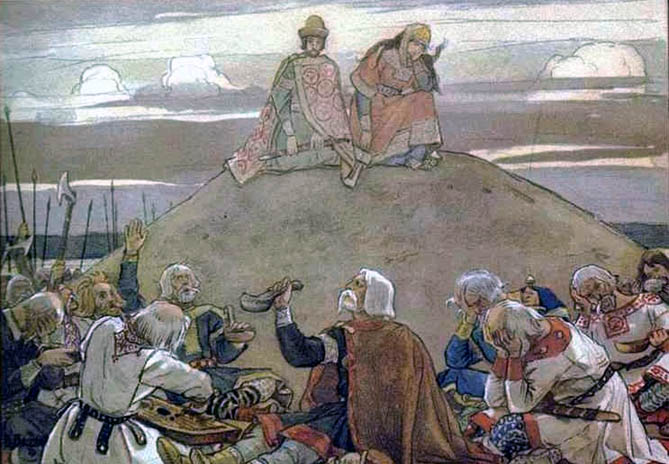
Cerimonia commemorativa di Oleg di Novgorod, 1899
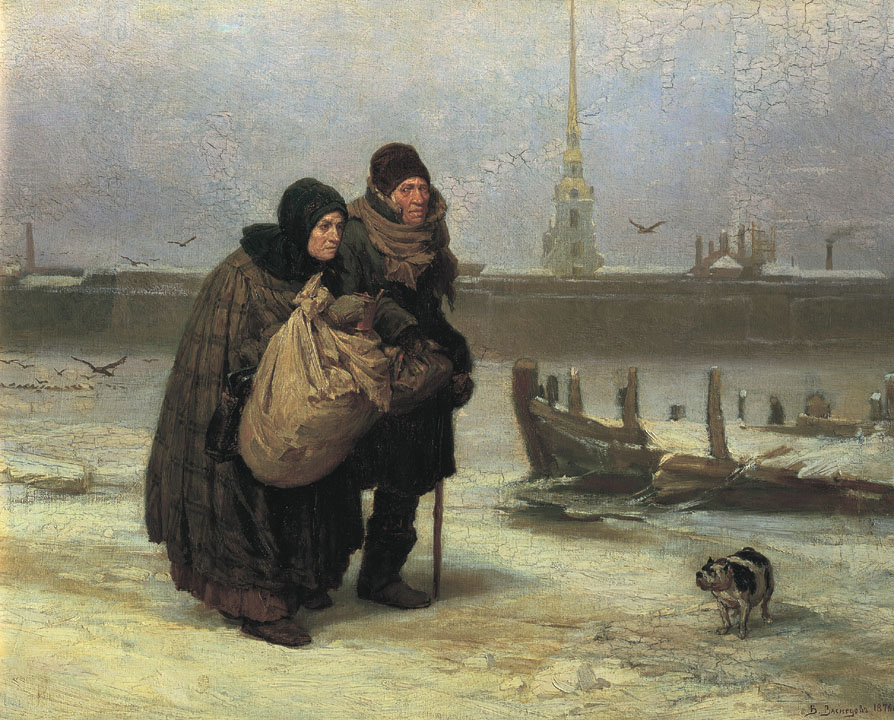
Trasloco, 1876
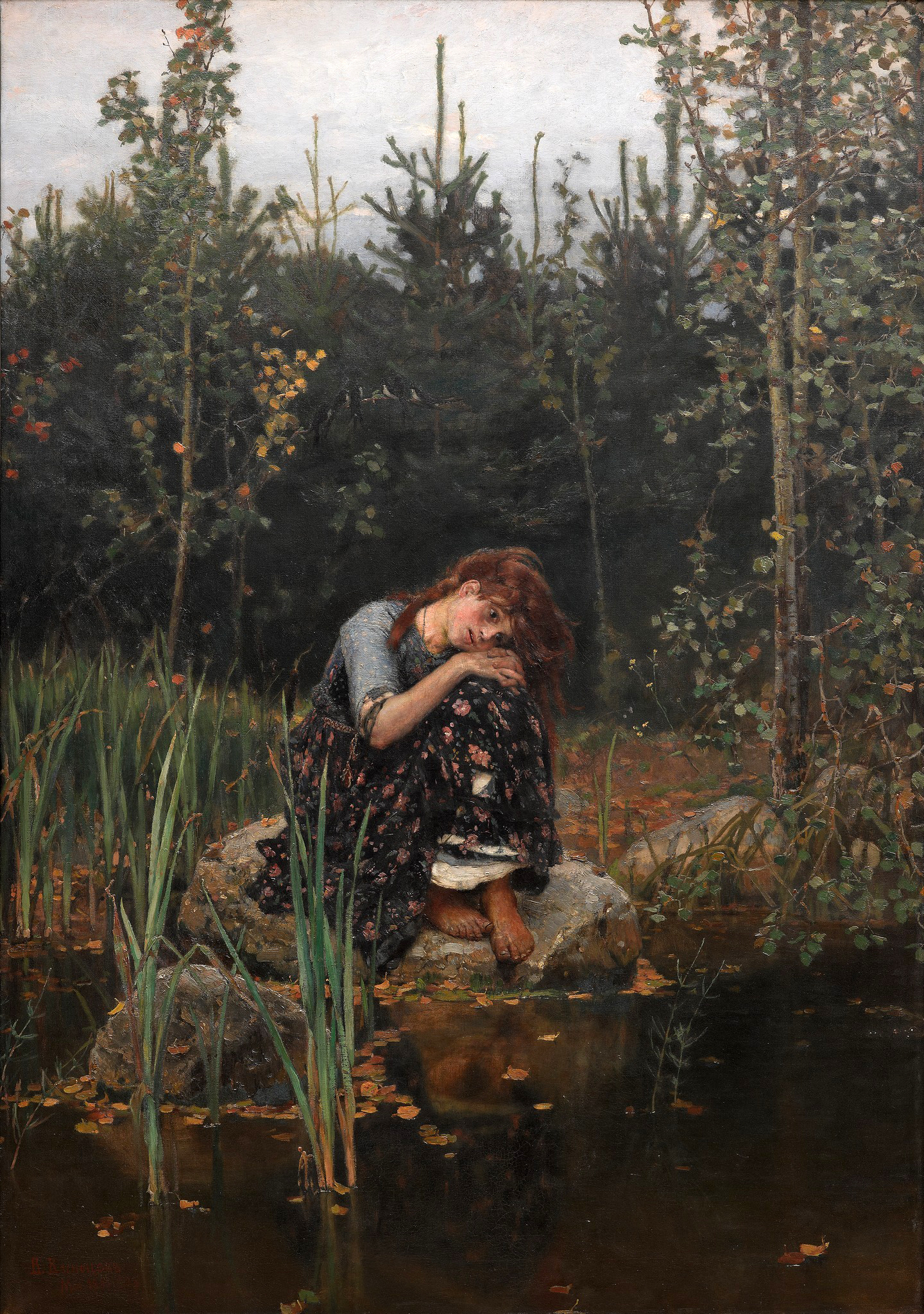
Alënuška 1881 г.
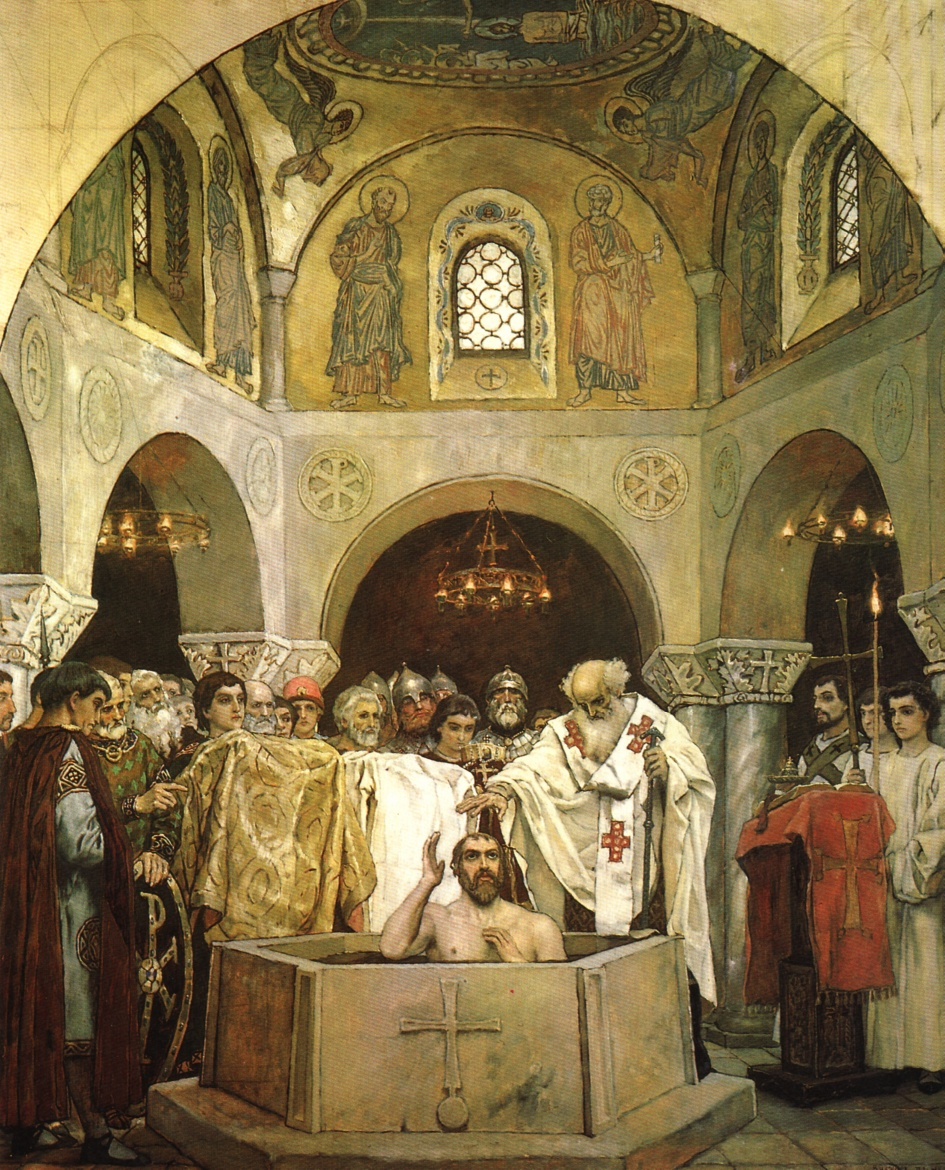
Battesimo di Vladimir I di Kiev, 1890
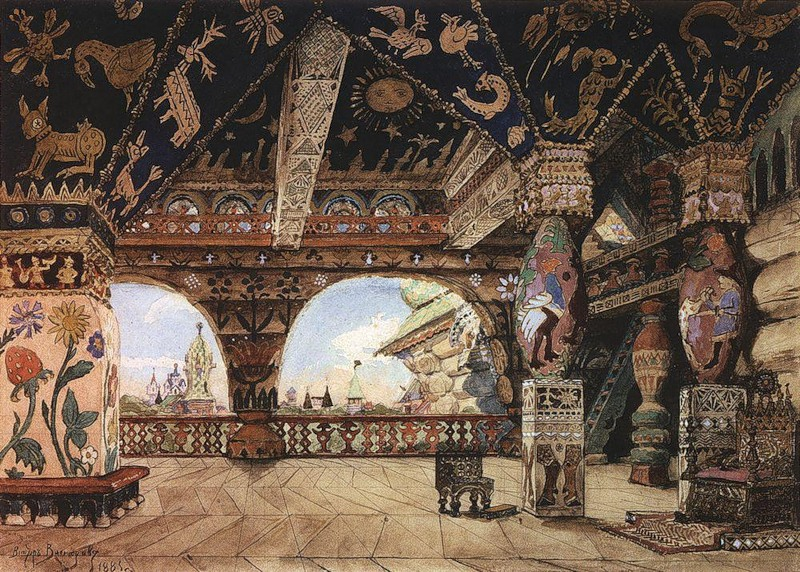
Sneguročka, palazzo dello Zar Berendej, 1885
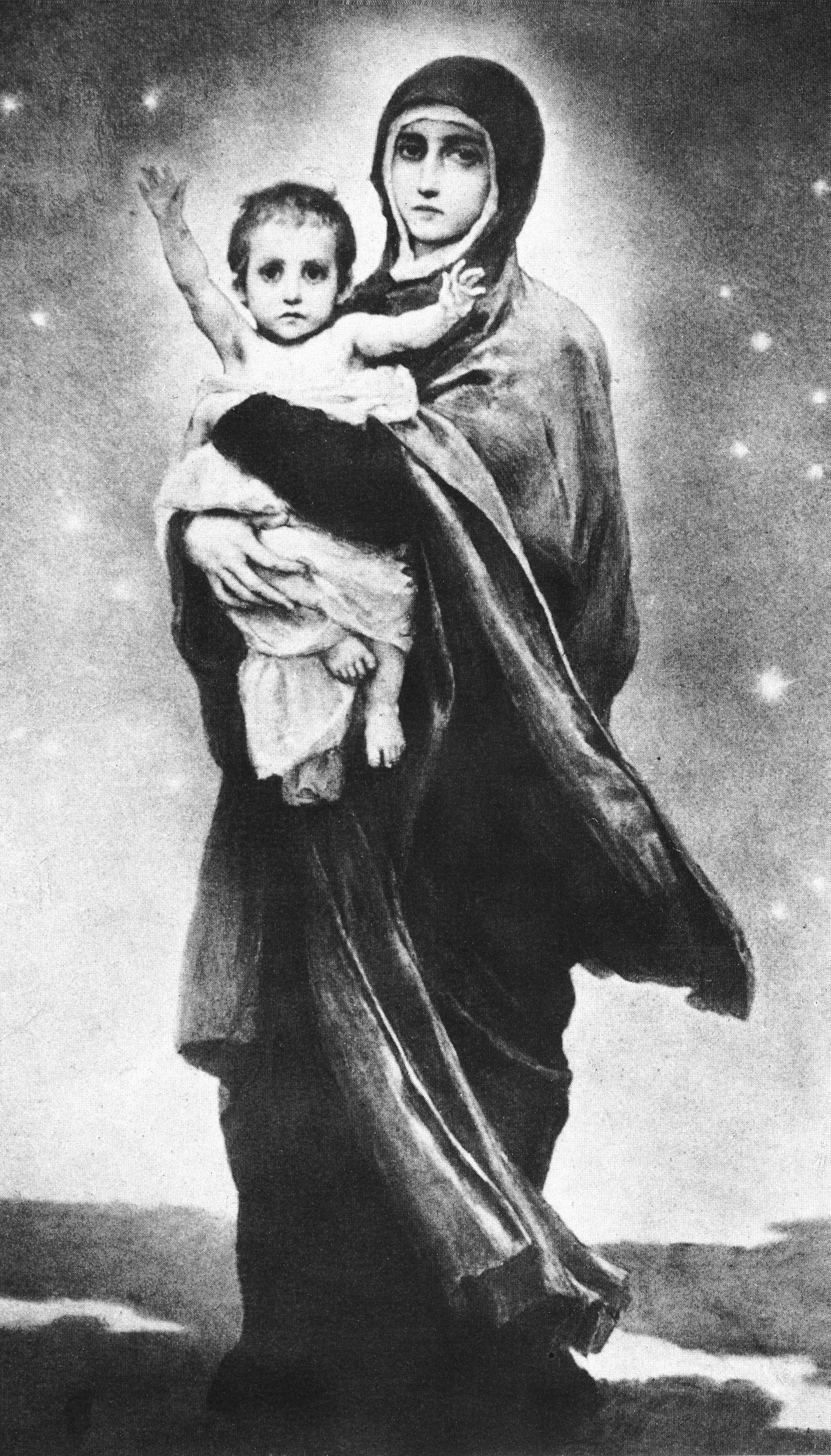
Maria theotókos e bambino, 1887
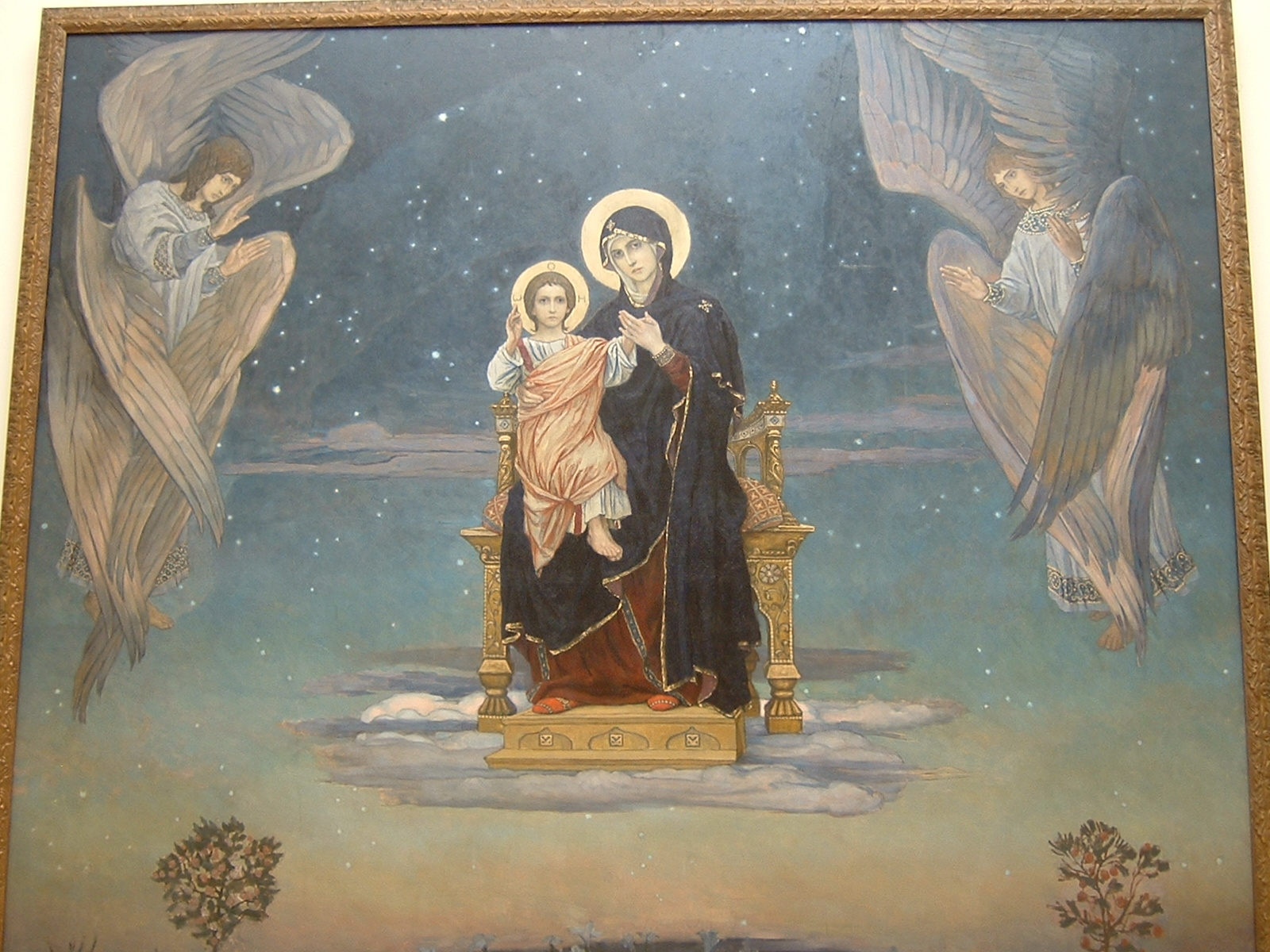
Maria theotókos e bambino, 1901
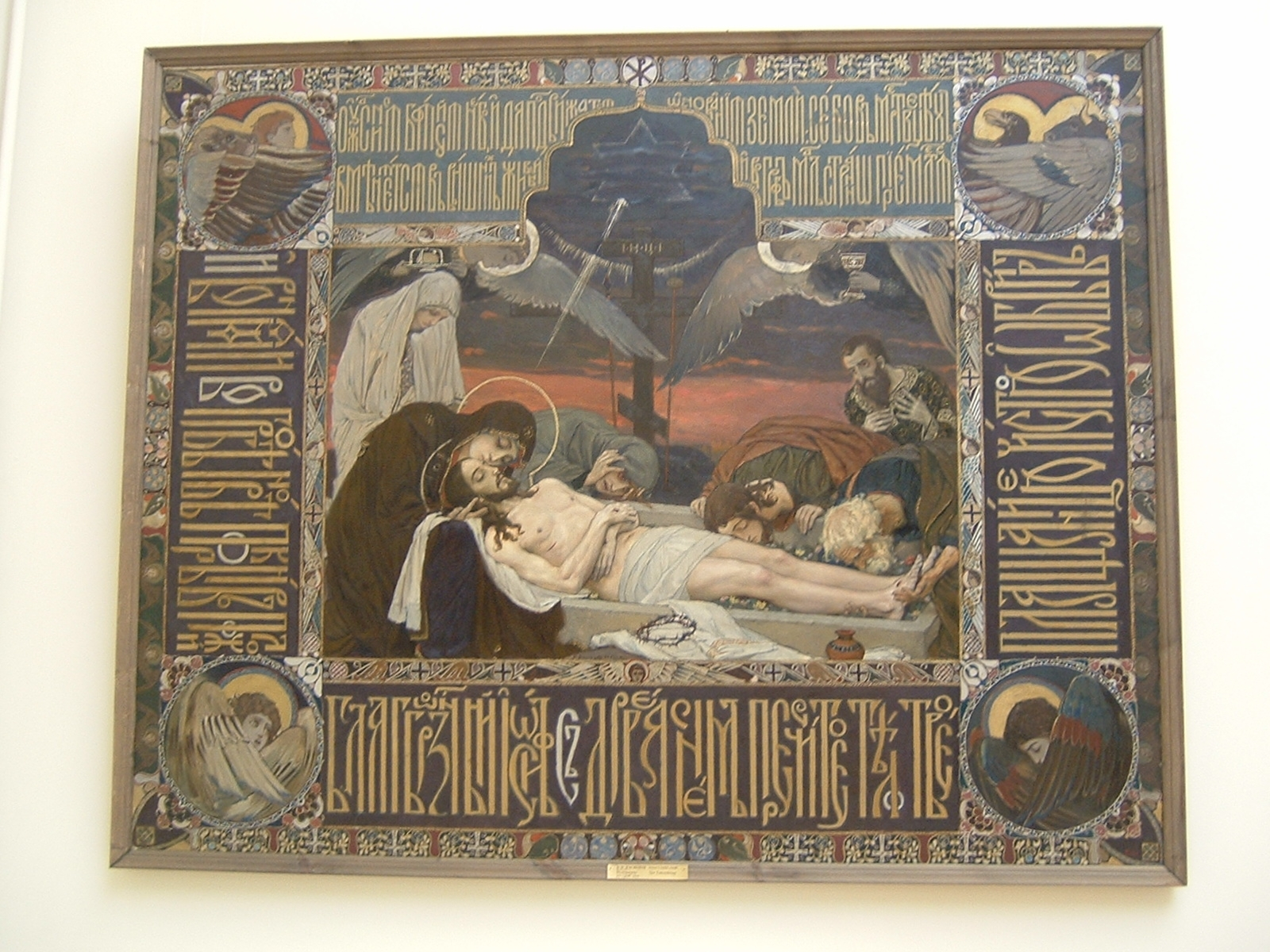
Epitaphion, 1896
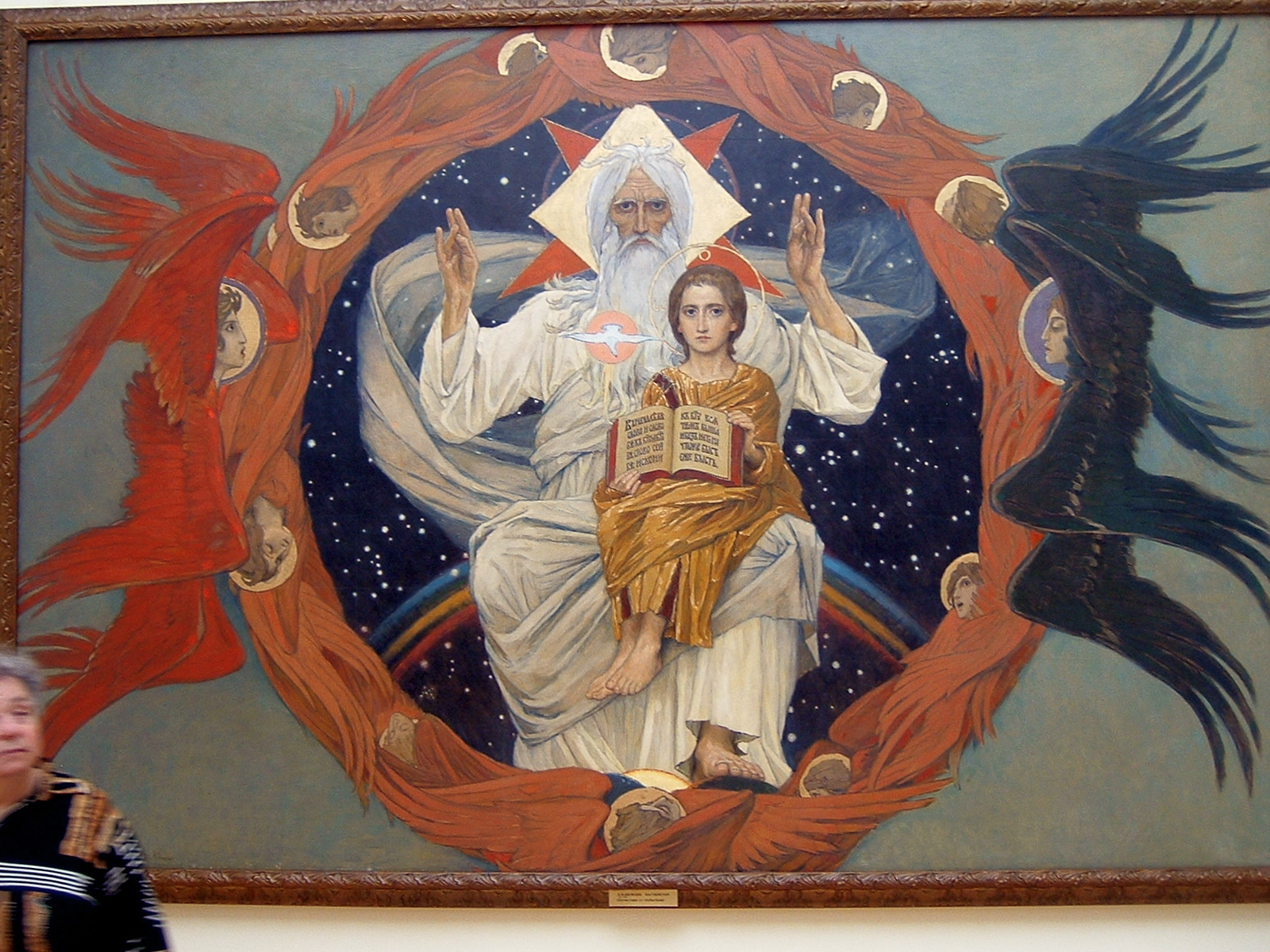
Paternità, 1907
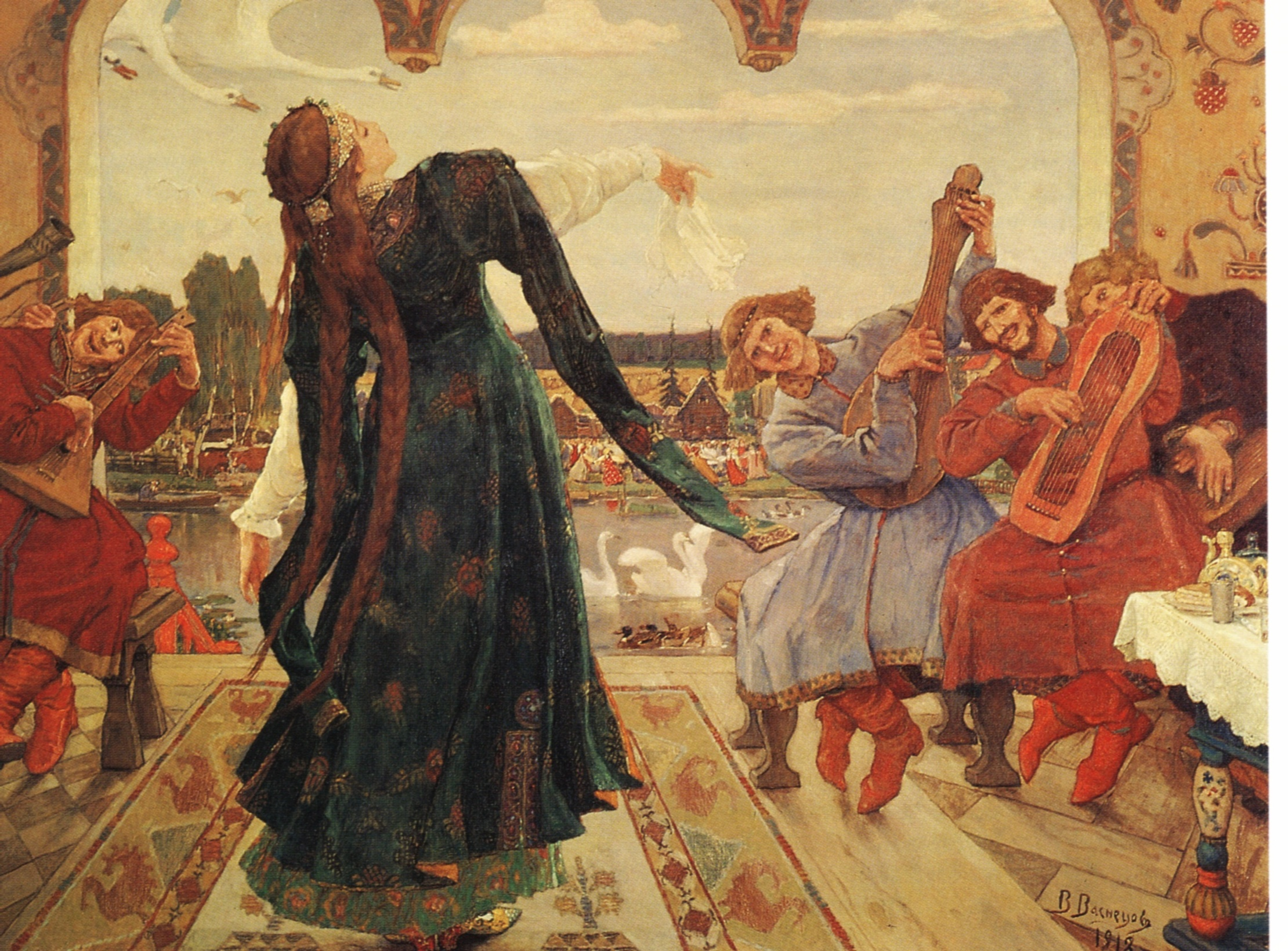
La principessa rana, 1918
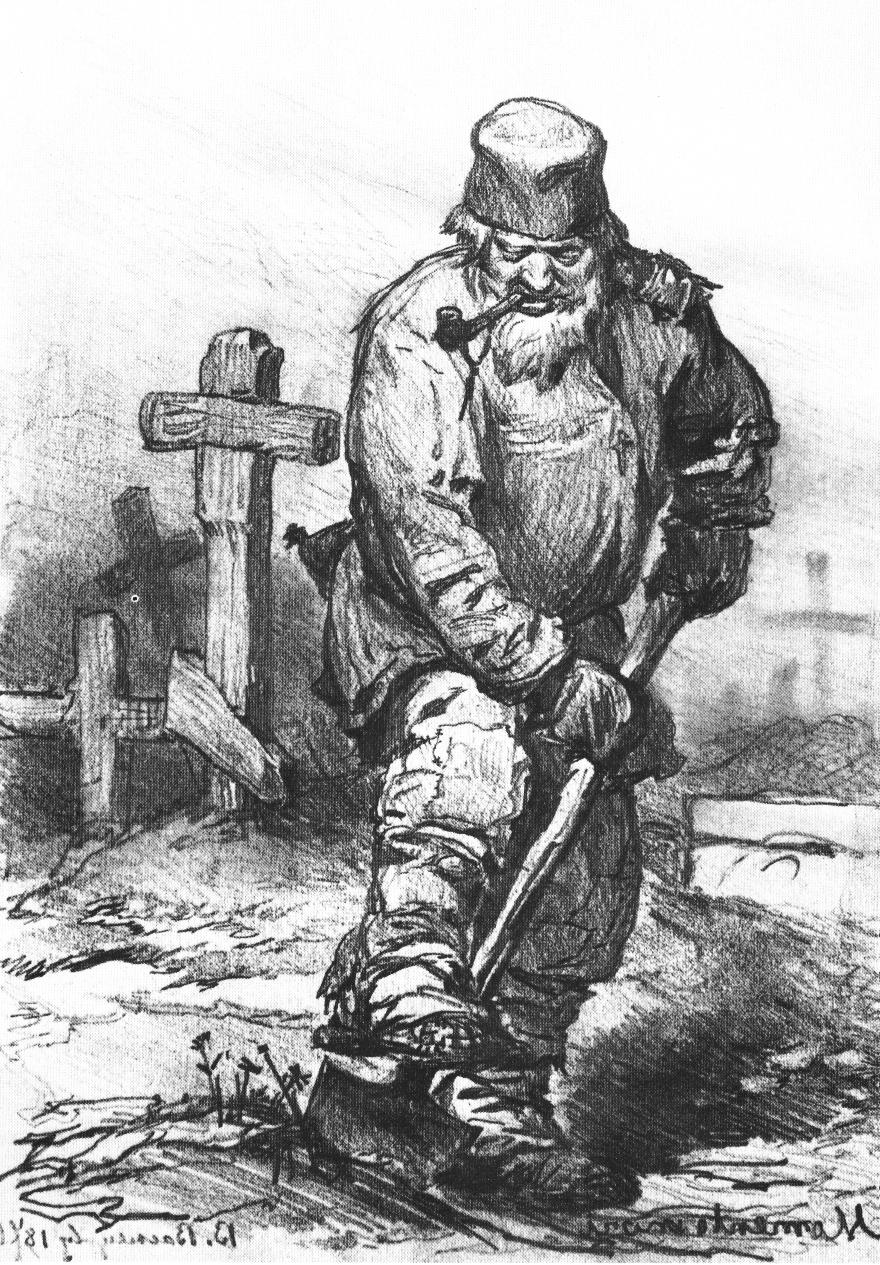
Il necroforo, 1871
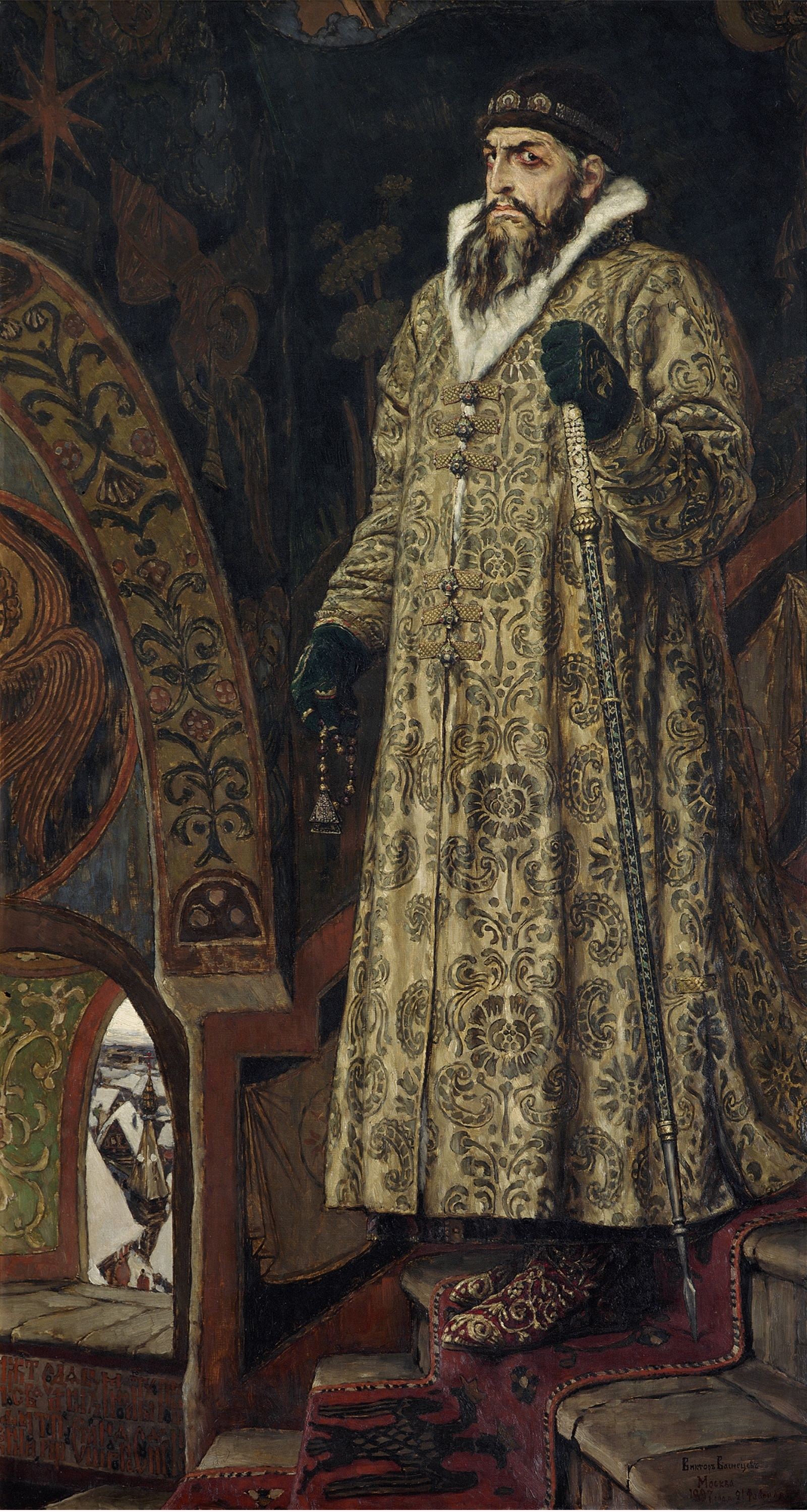
Lo zar Ivan il Terribile, 1897
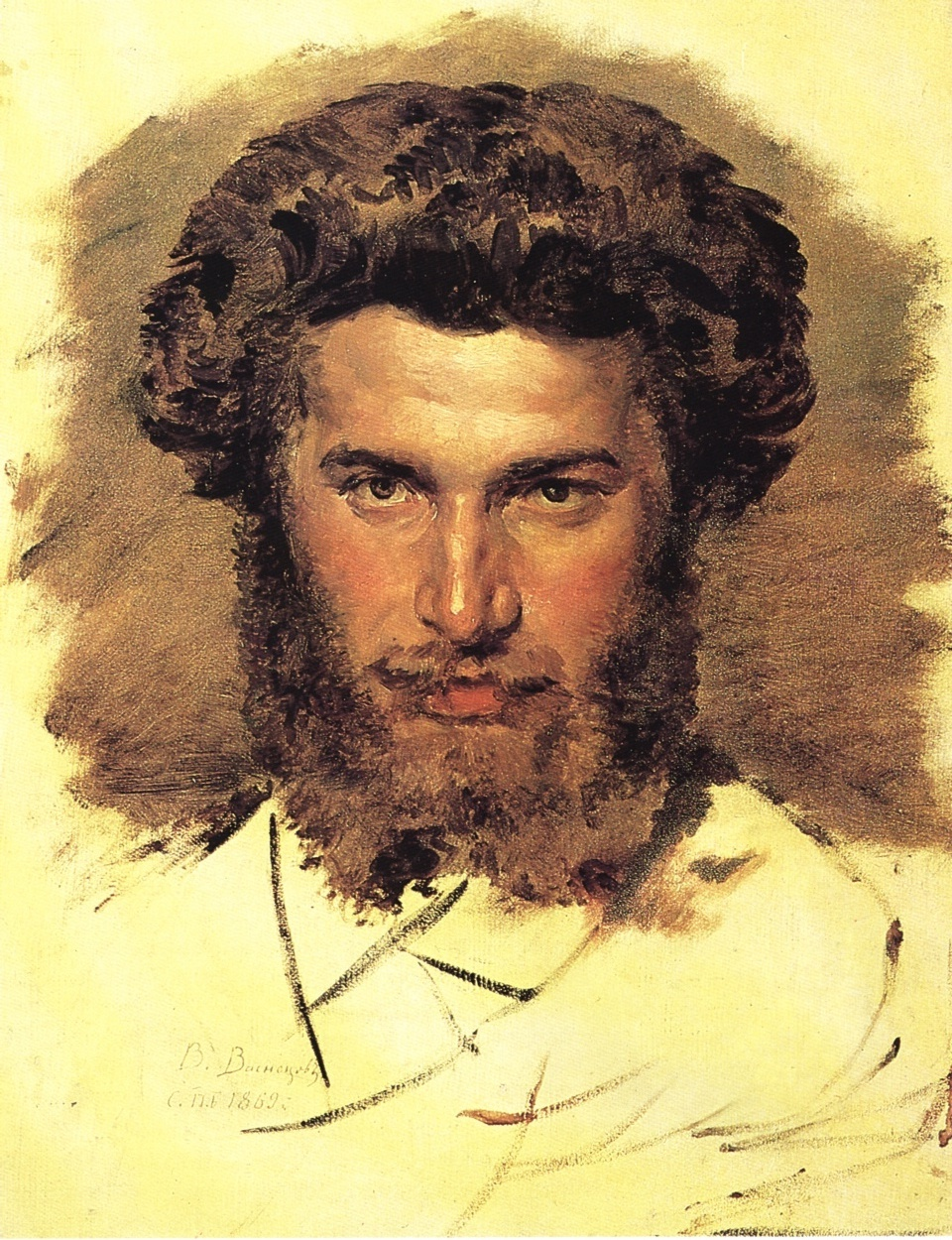
Archil Kuindži, 1869
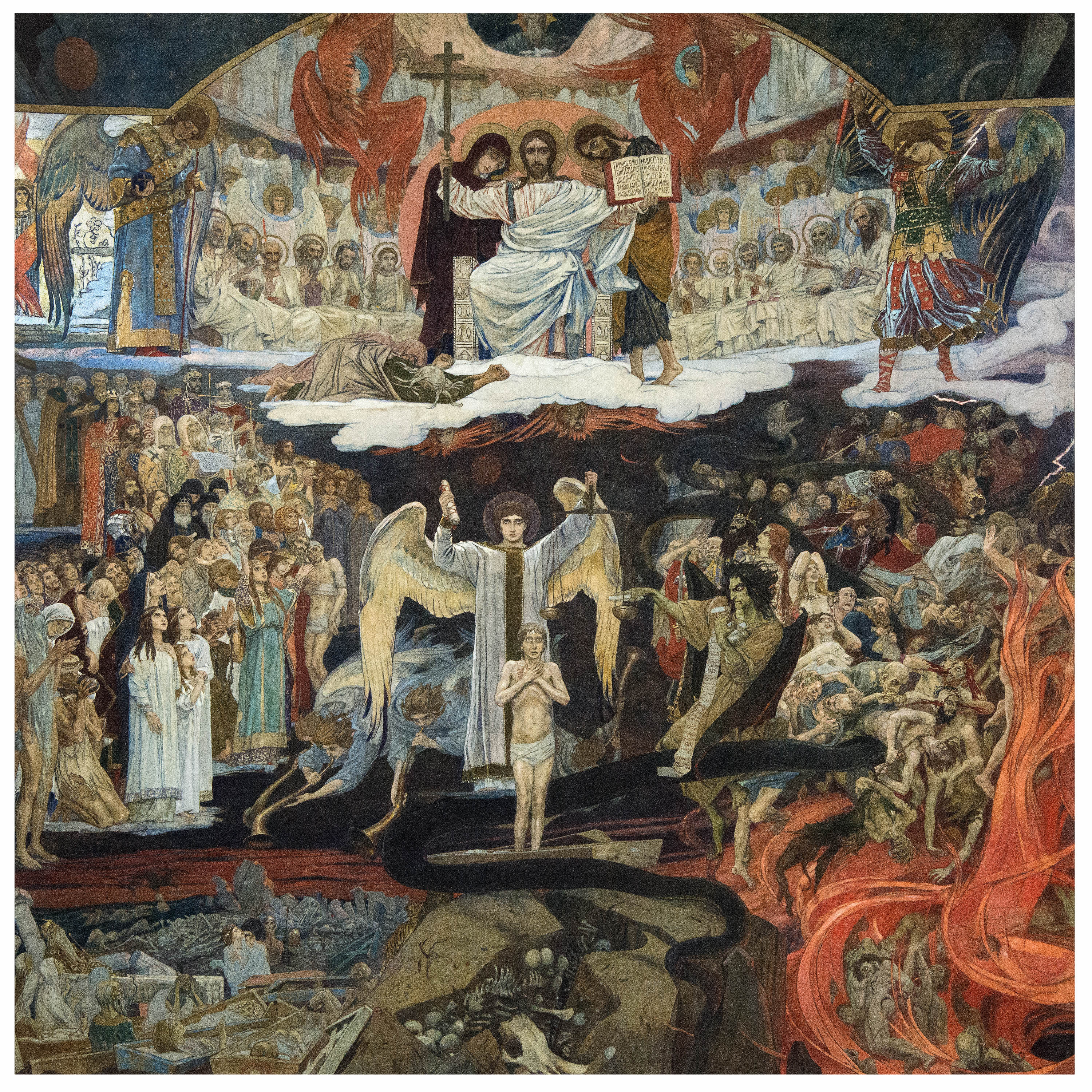
Il Giudizio universale, 1904
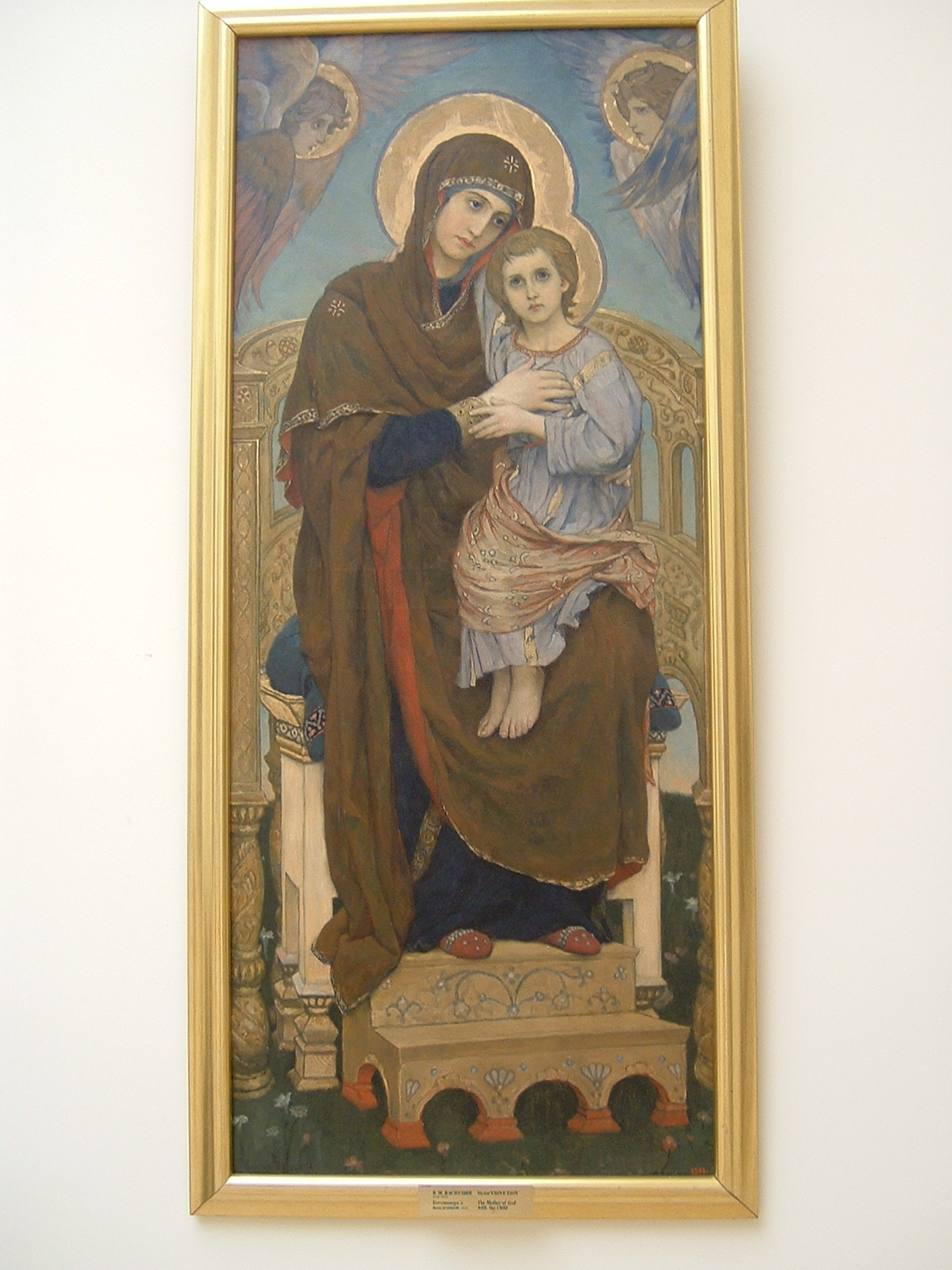
La vergine Maria e bambino, 1901
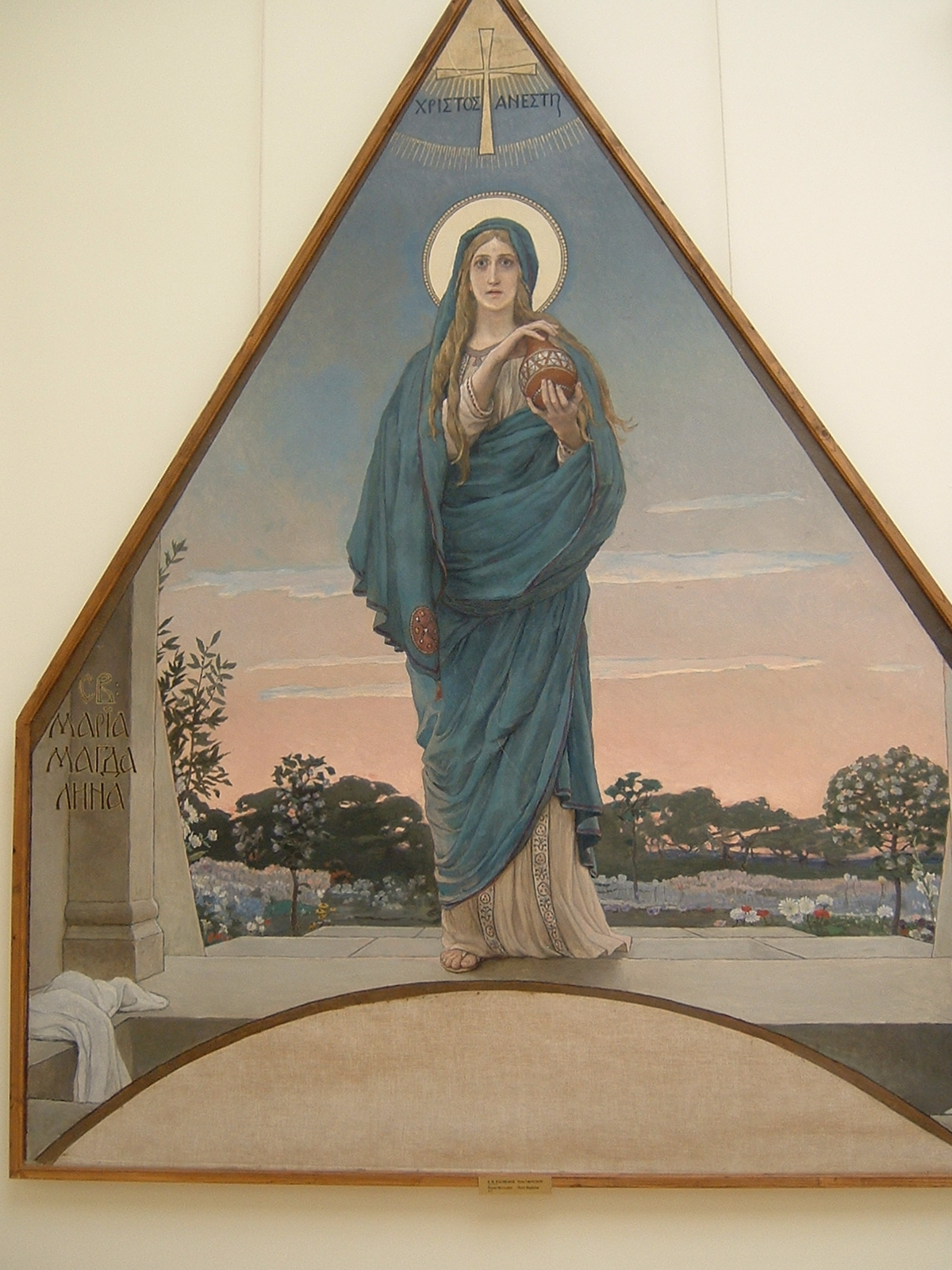
Maria Maddalena, 1898
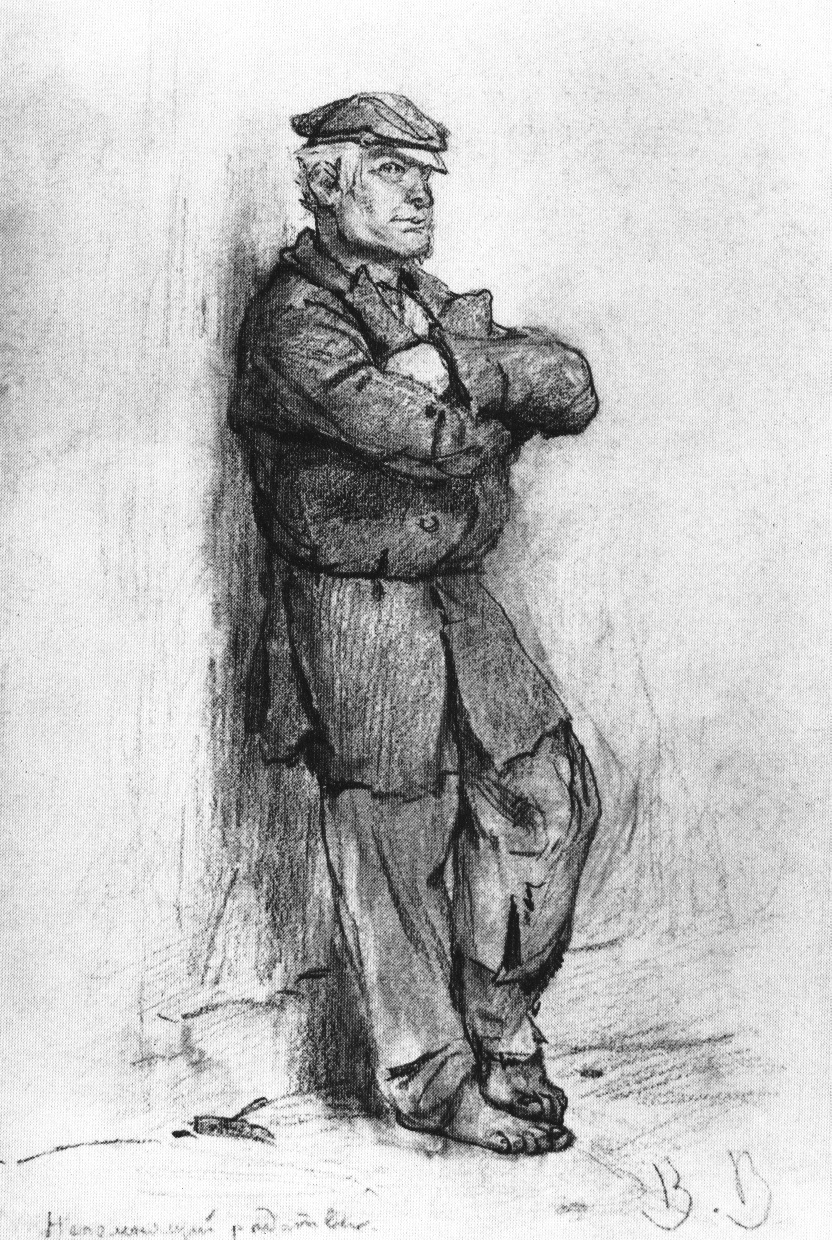
Senza Kith o Kin (Непомнящий родства), 1871
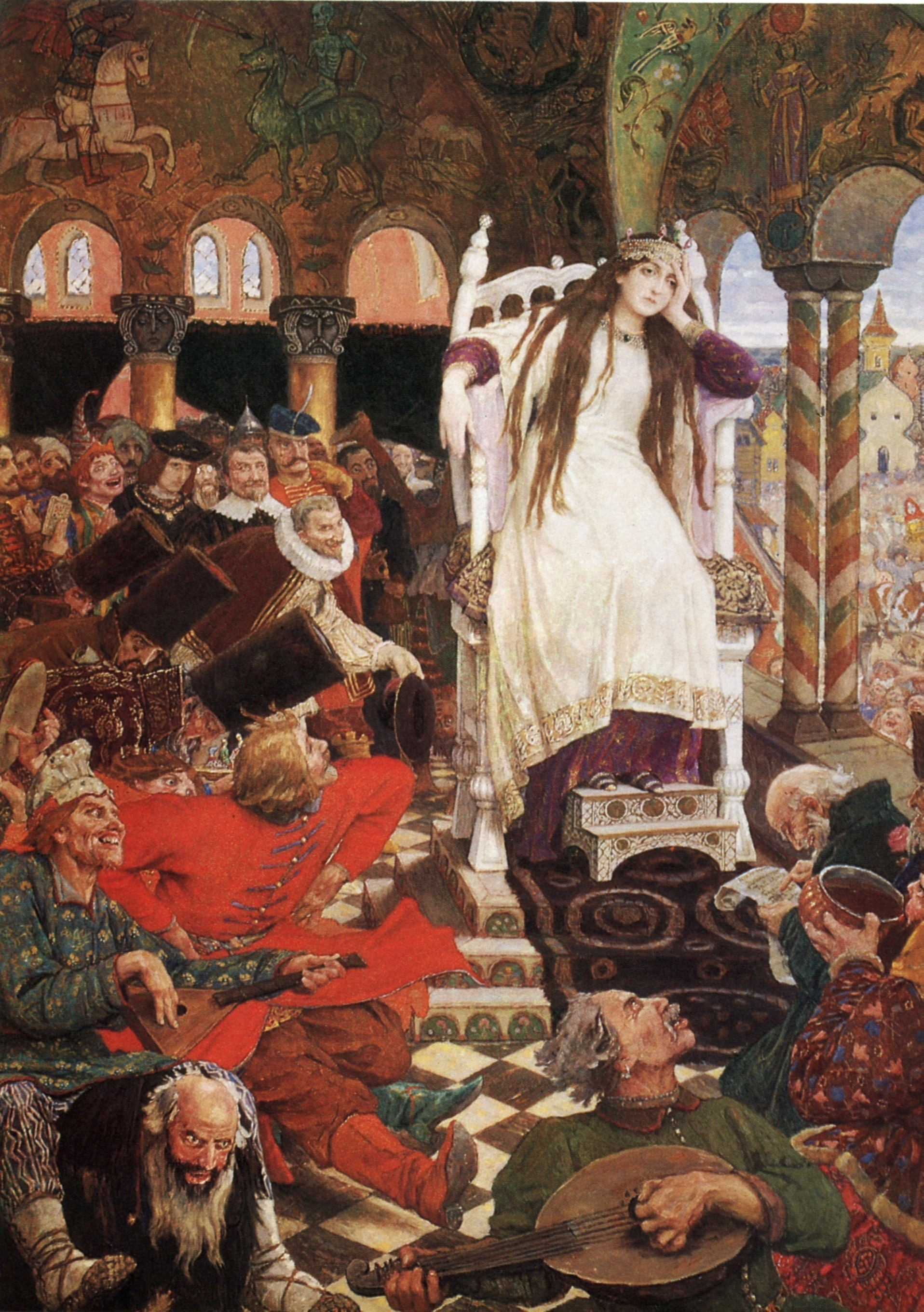
The Unsmiling Tsarevna (Nesmejana), 1916-1926
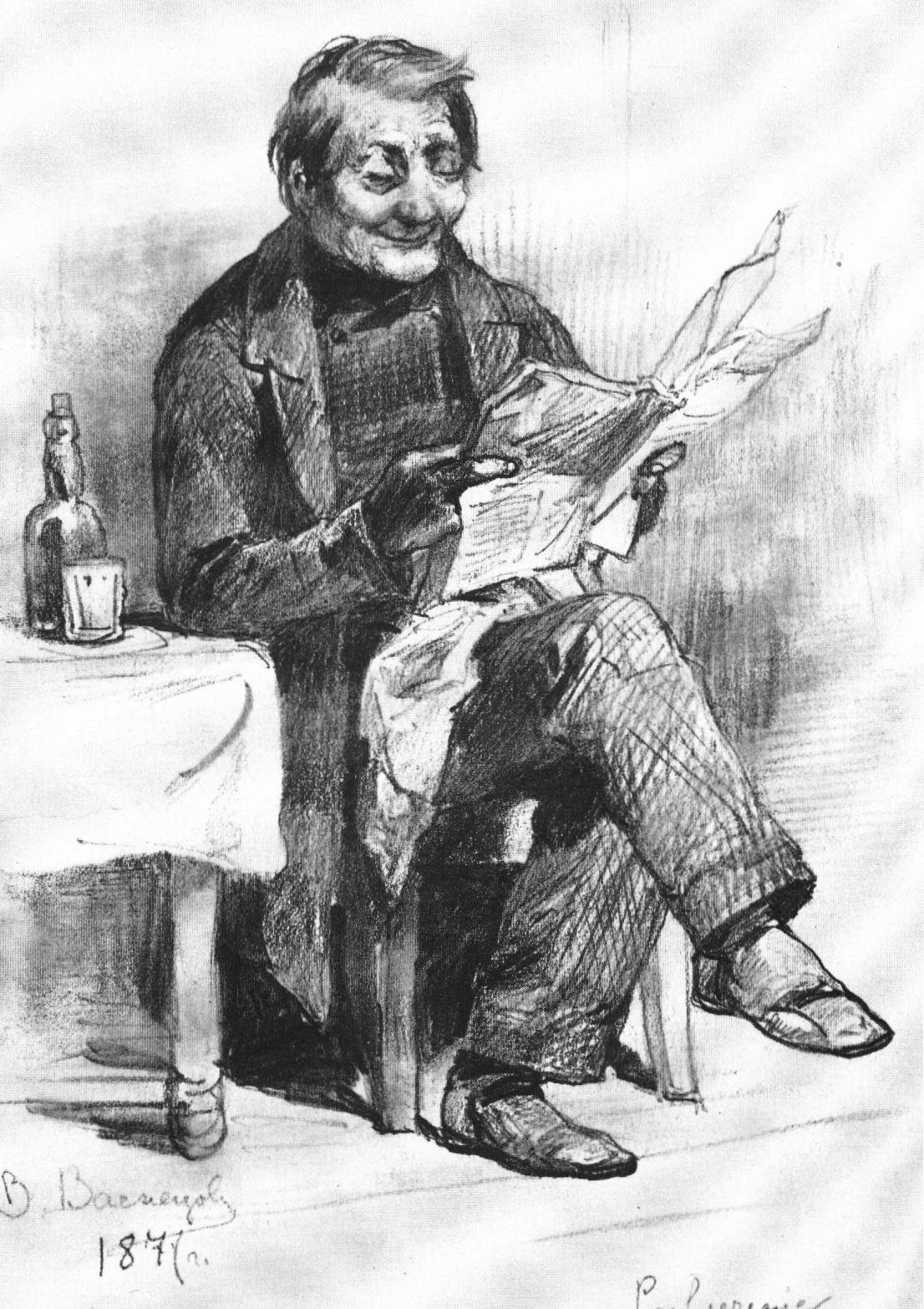
Divertimento
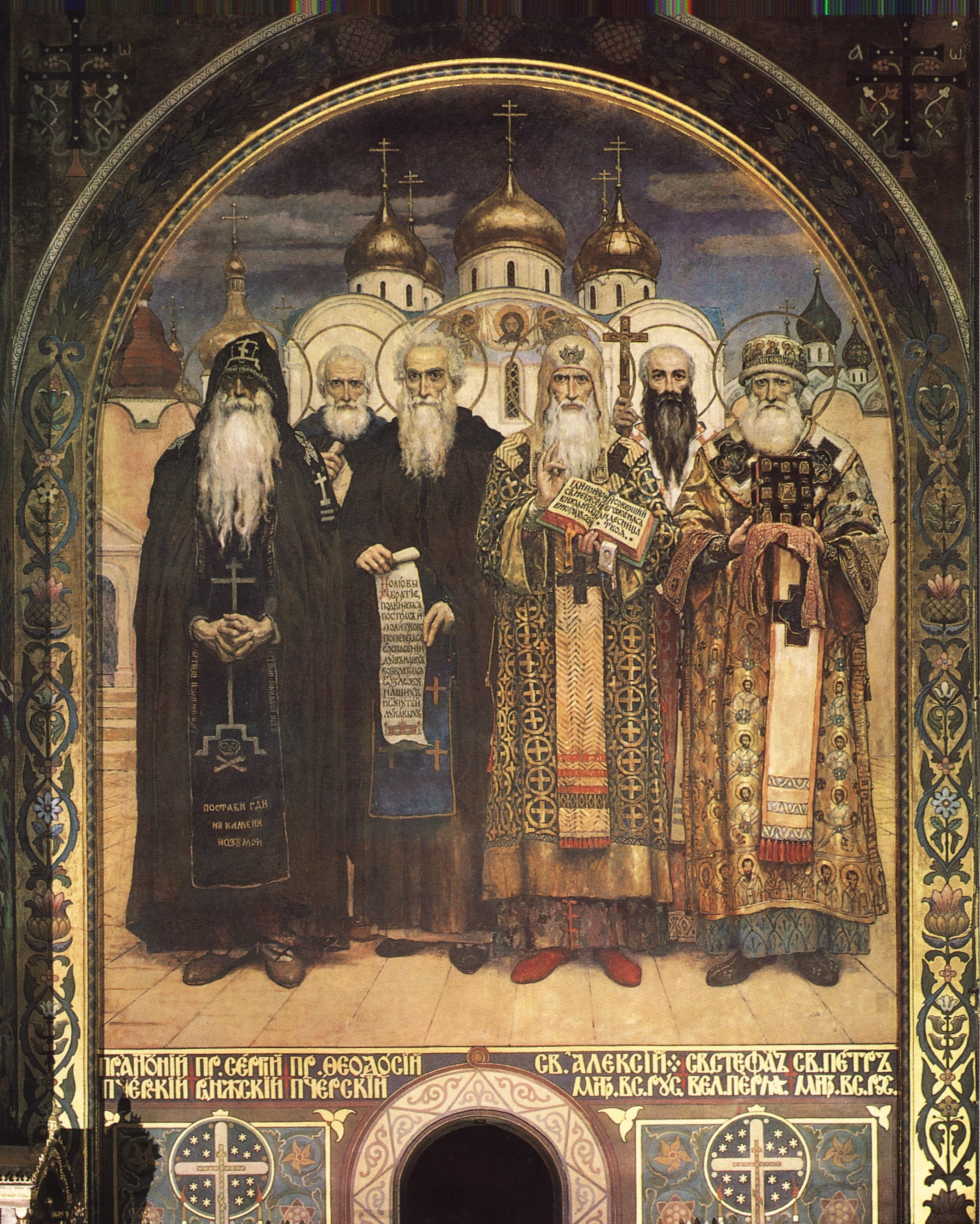
Santi russi (monaci e vescovi), affresco presso la Cattedrale di San Vladimiro
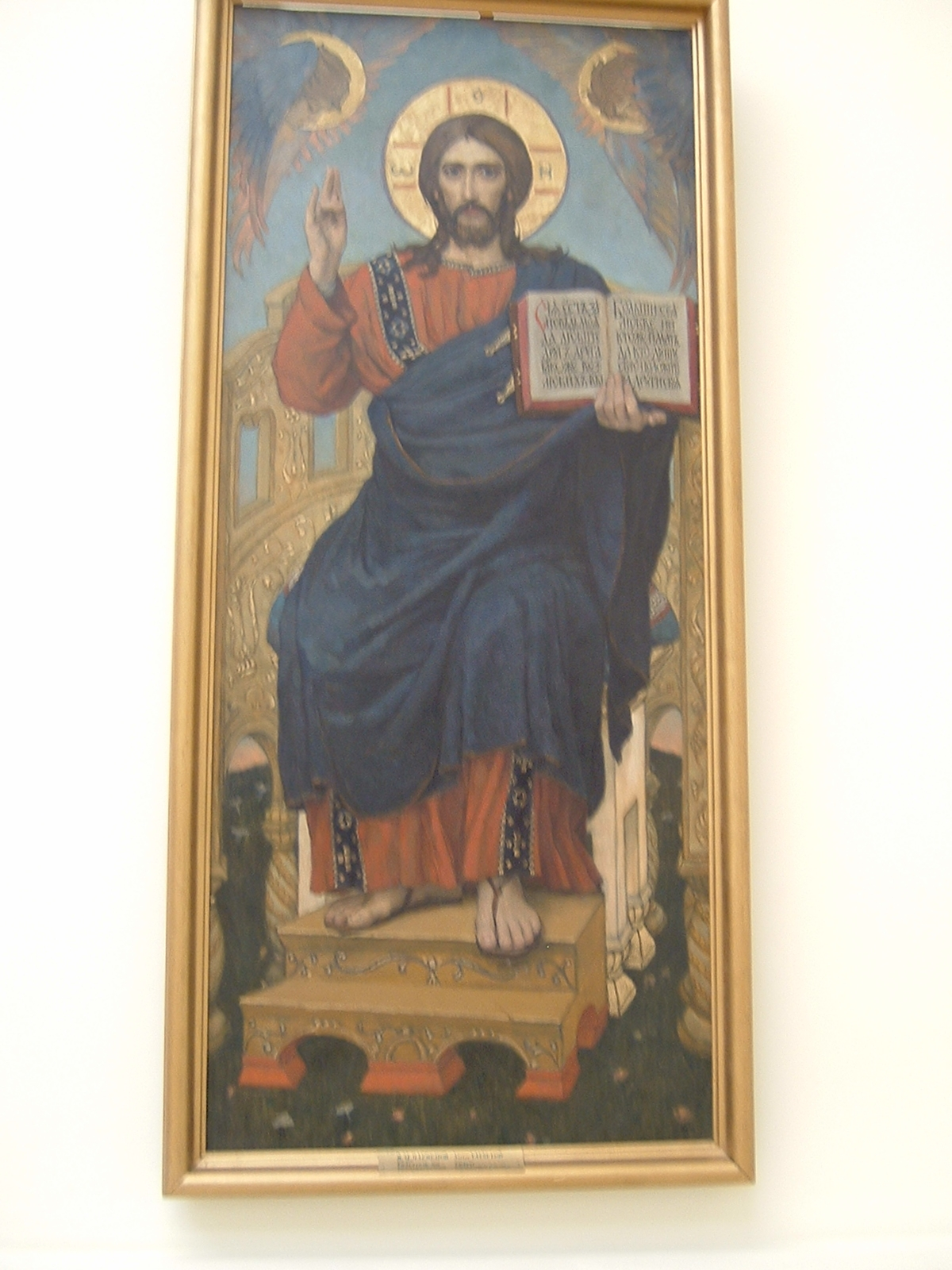
Il Cristo Pantocratore, 1901
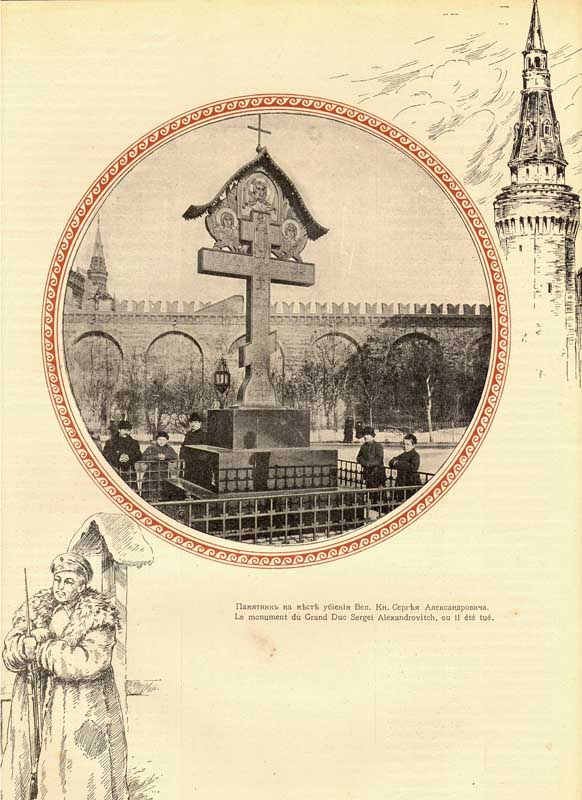
Croci nel logo dell'assassinio di Sergej Aleksandrovič Romanov
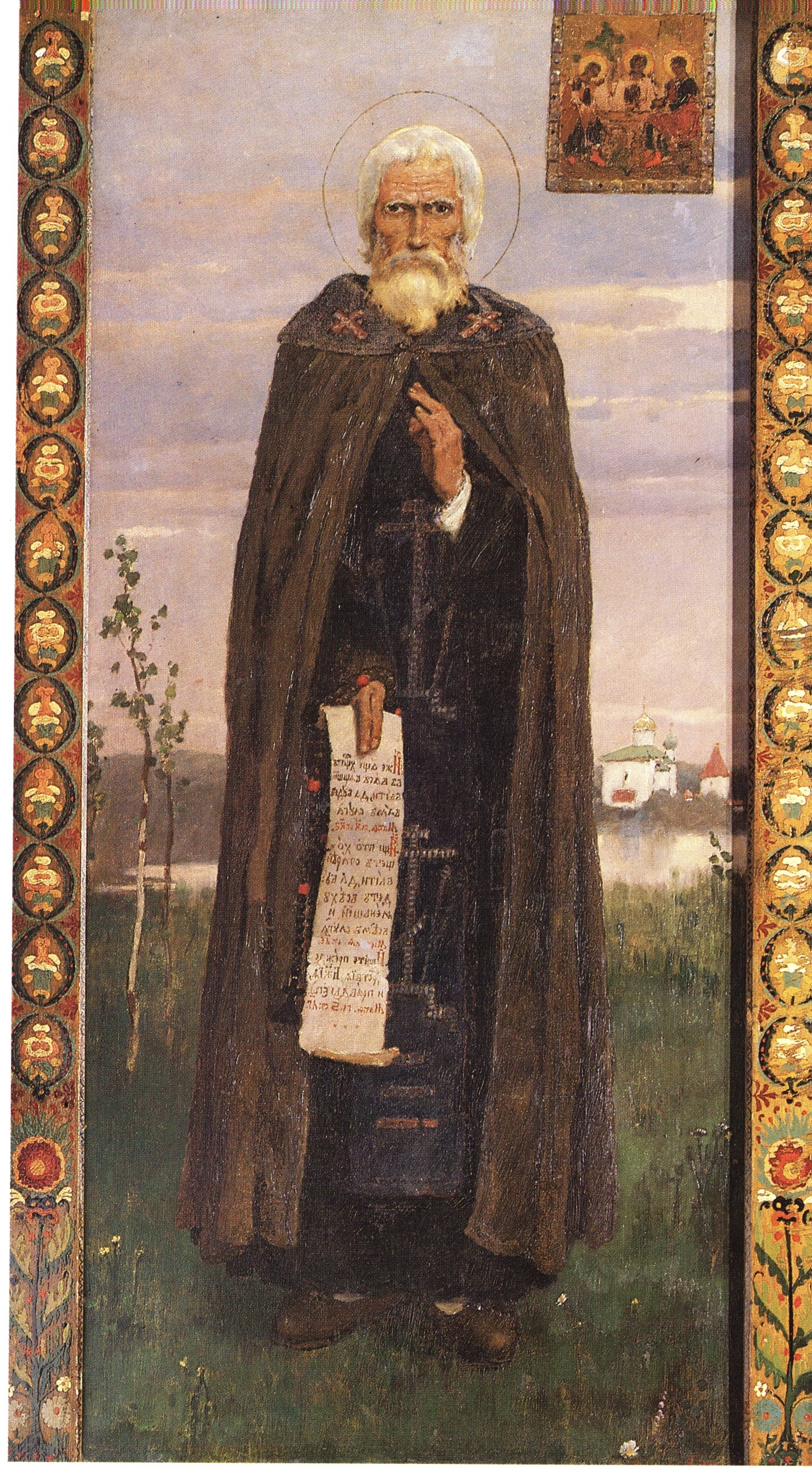
Sergio di Radonež, 1882
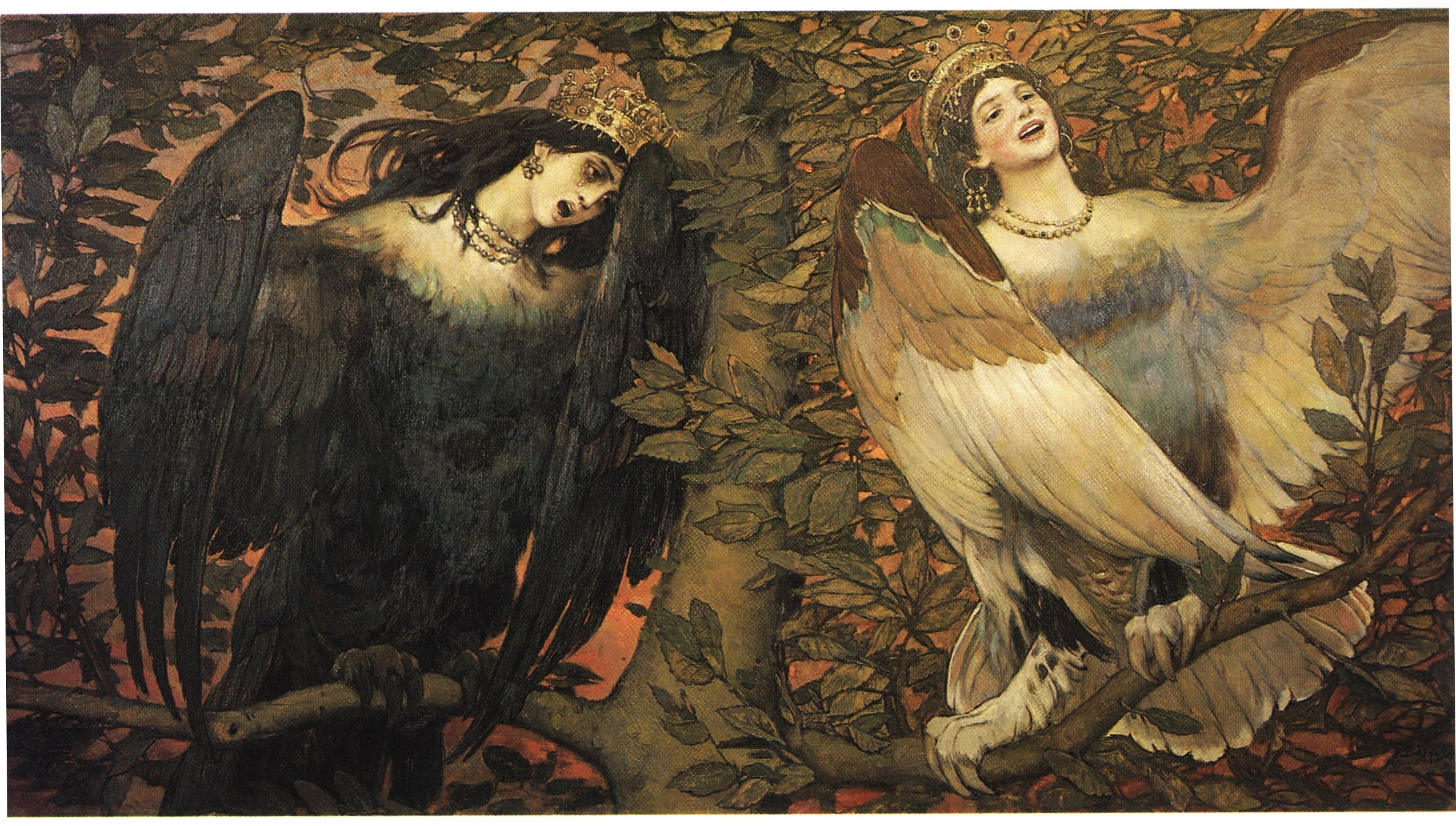
Sirin e Alkonost: Gli uccelli della gioia a della tristezza, 1896
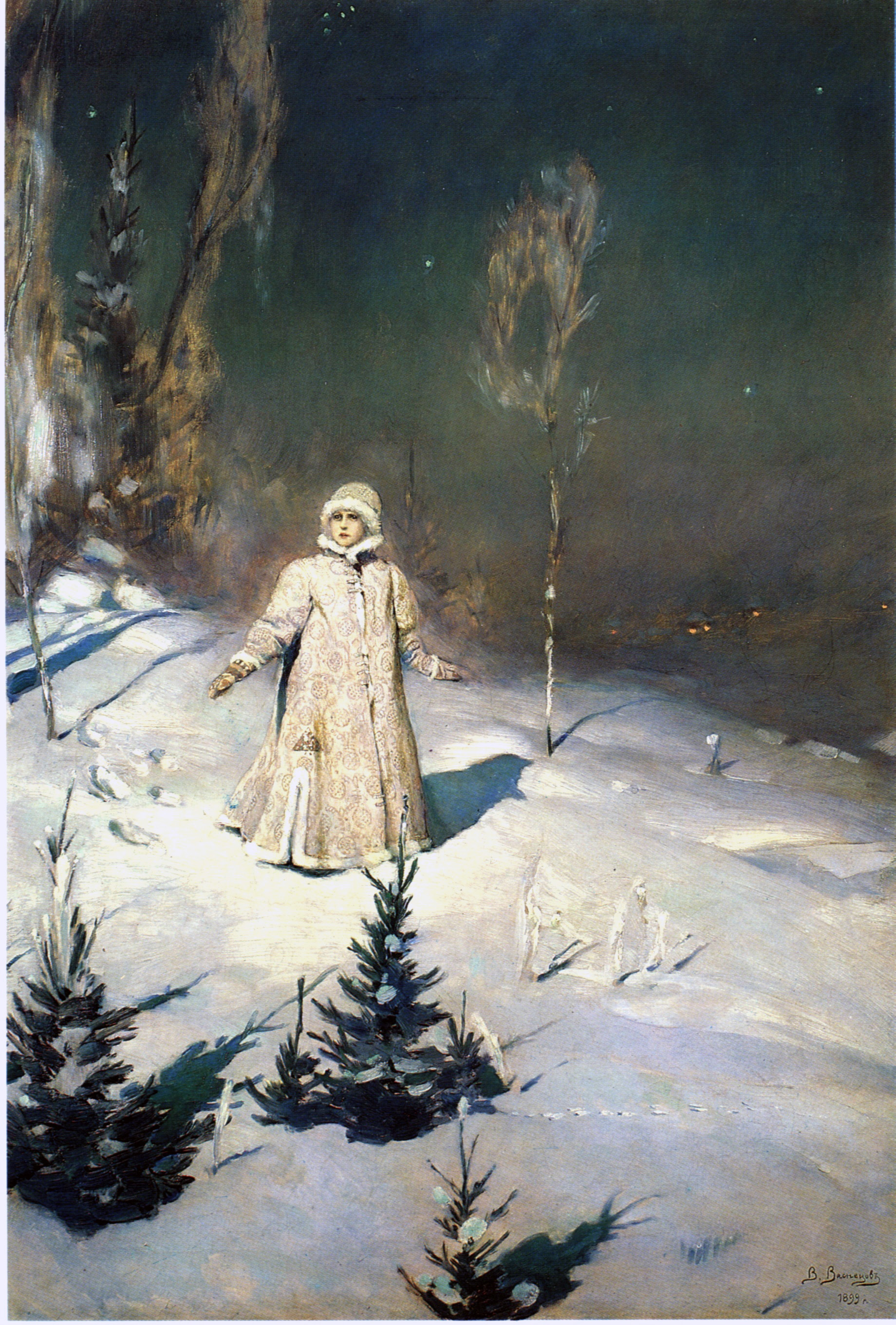
Sneguročka, 1899
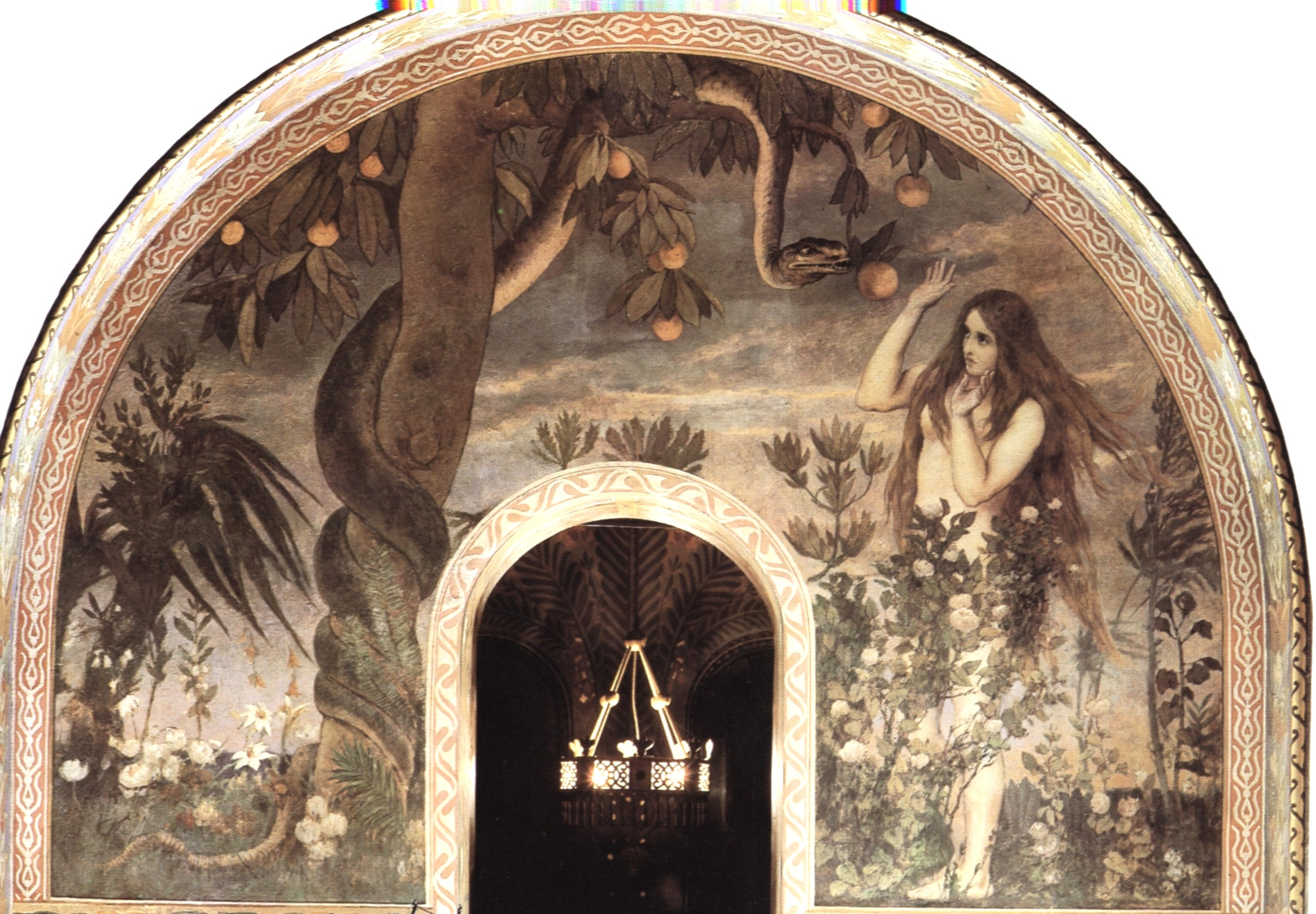
La tentazione, 1885-1896, affresco presso la Cattedrale di San Vladimiro
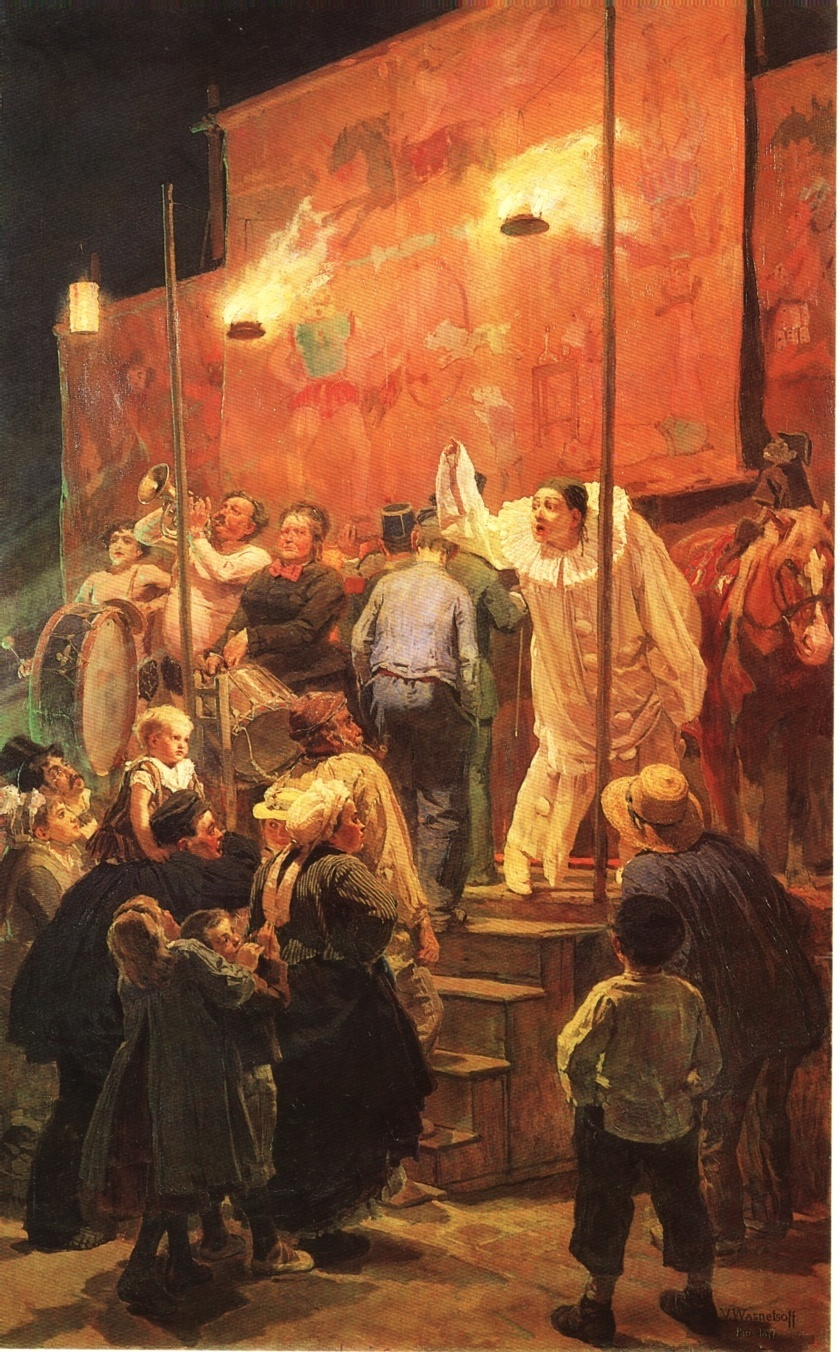
Acrobati
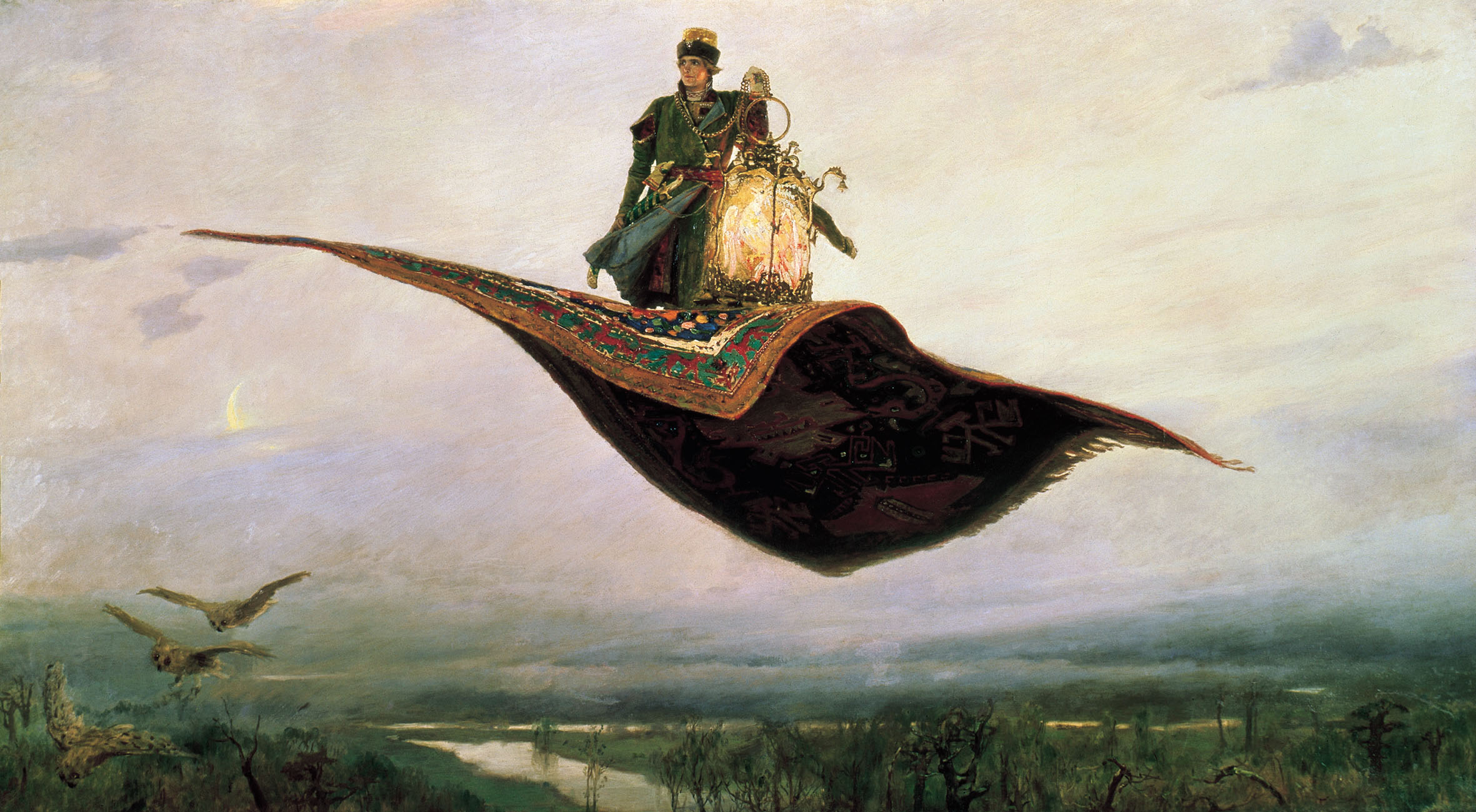
Tappeto volante, 1880
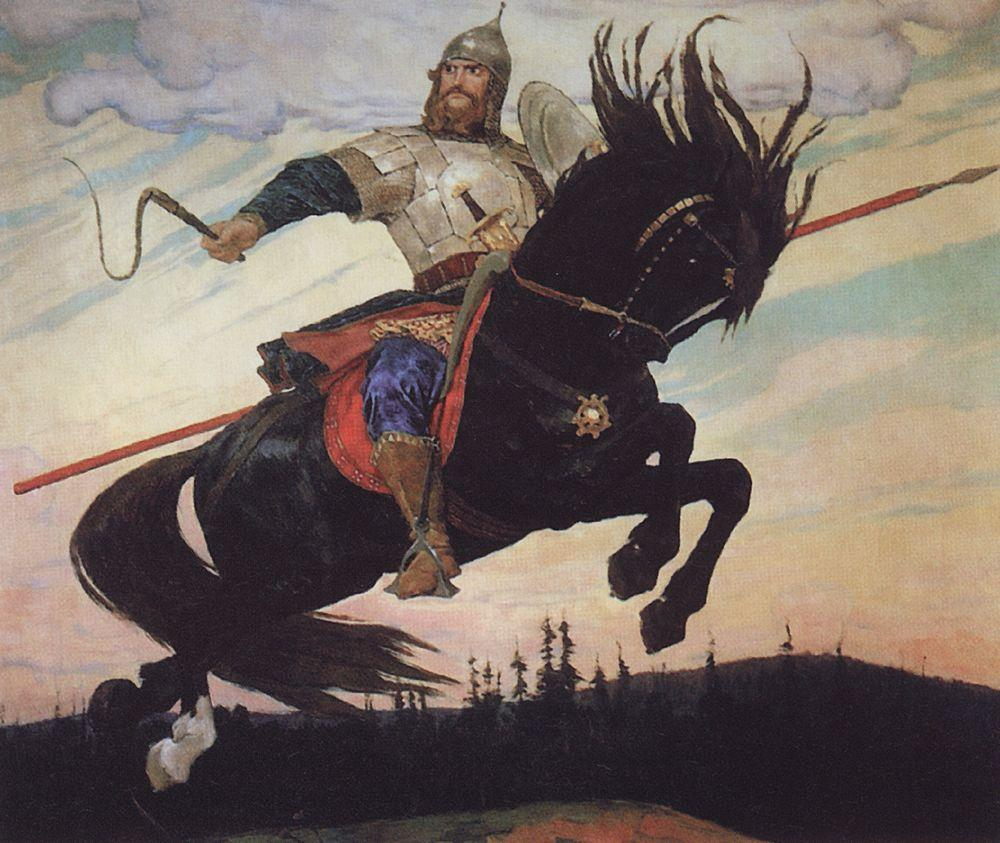
Il'ja Muromec, 1914
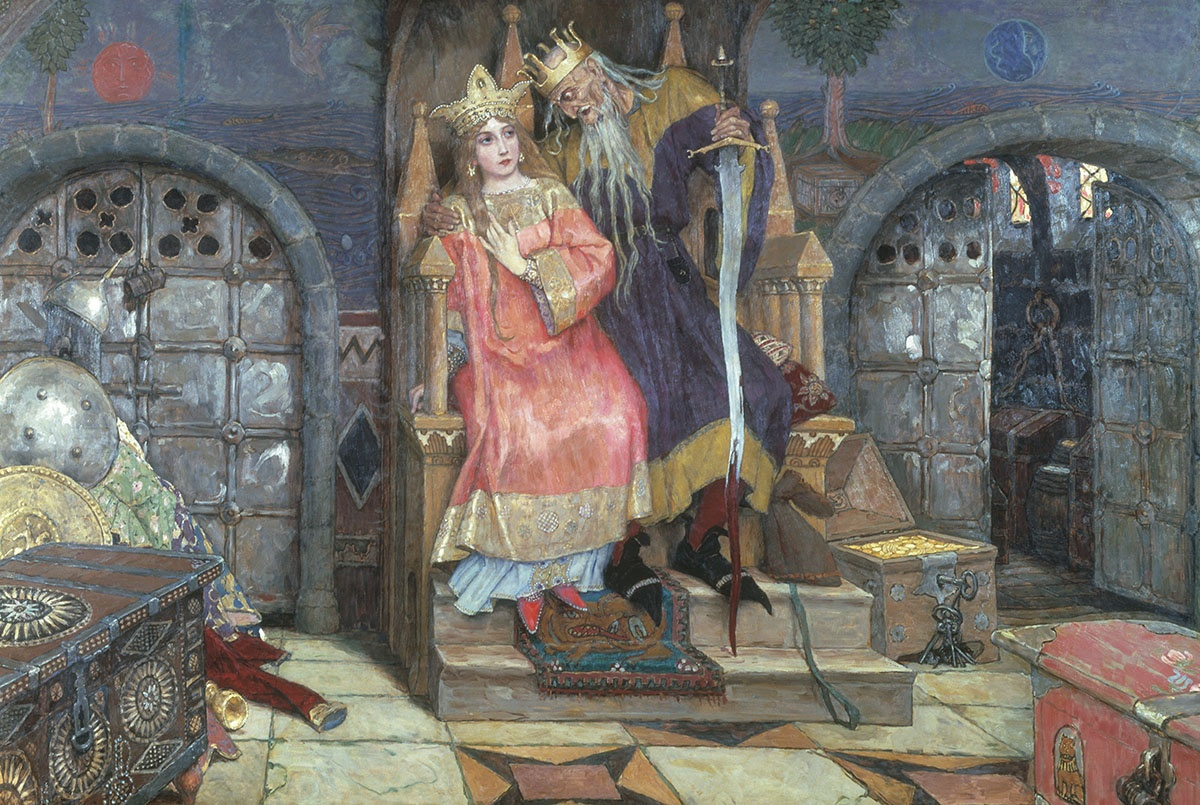
Kaščej l'immortale, (1917–1928)
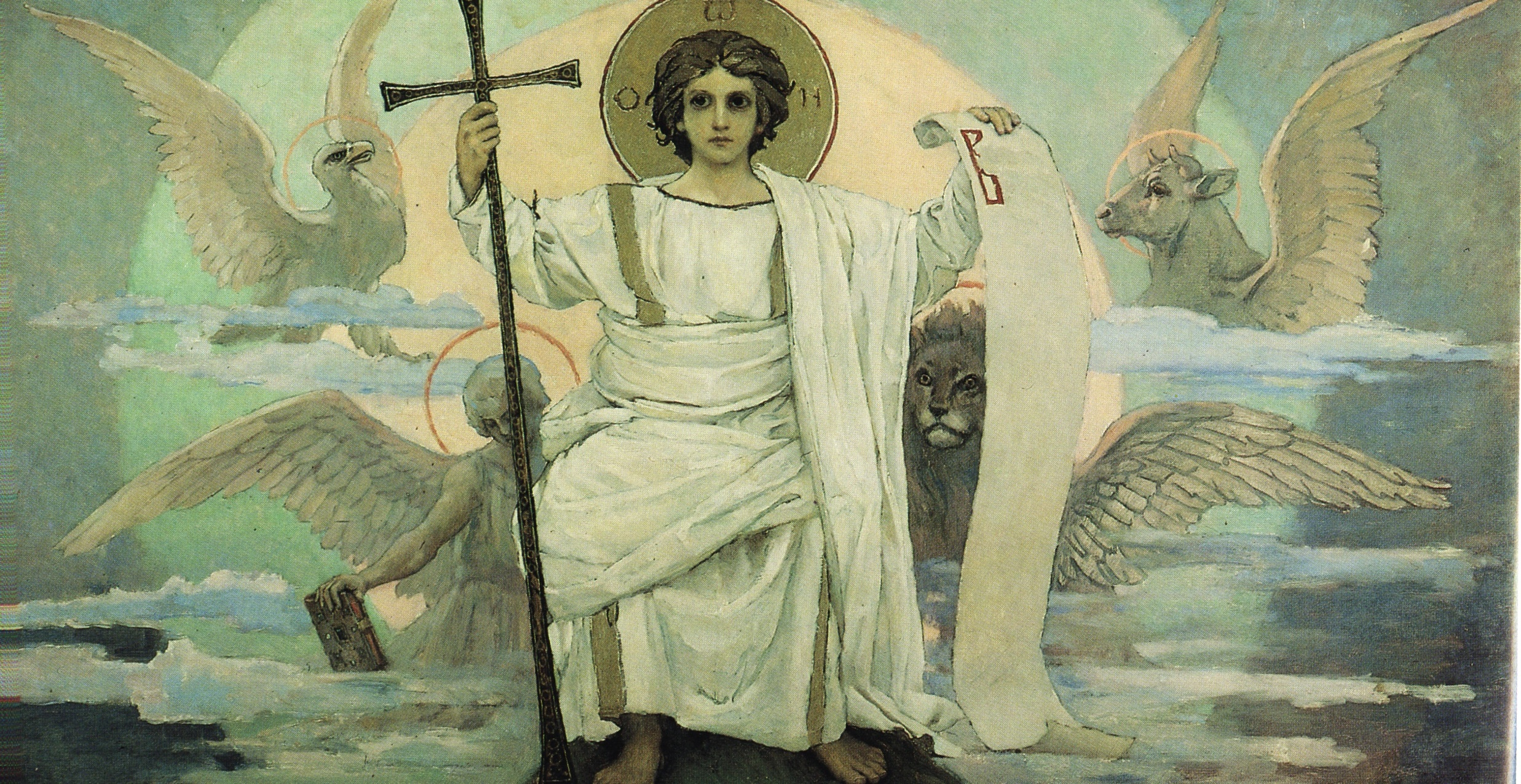
Il Figlio di Dio generato e il Verbo di Dio, 1885-1896
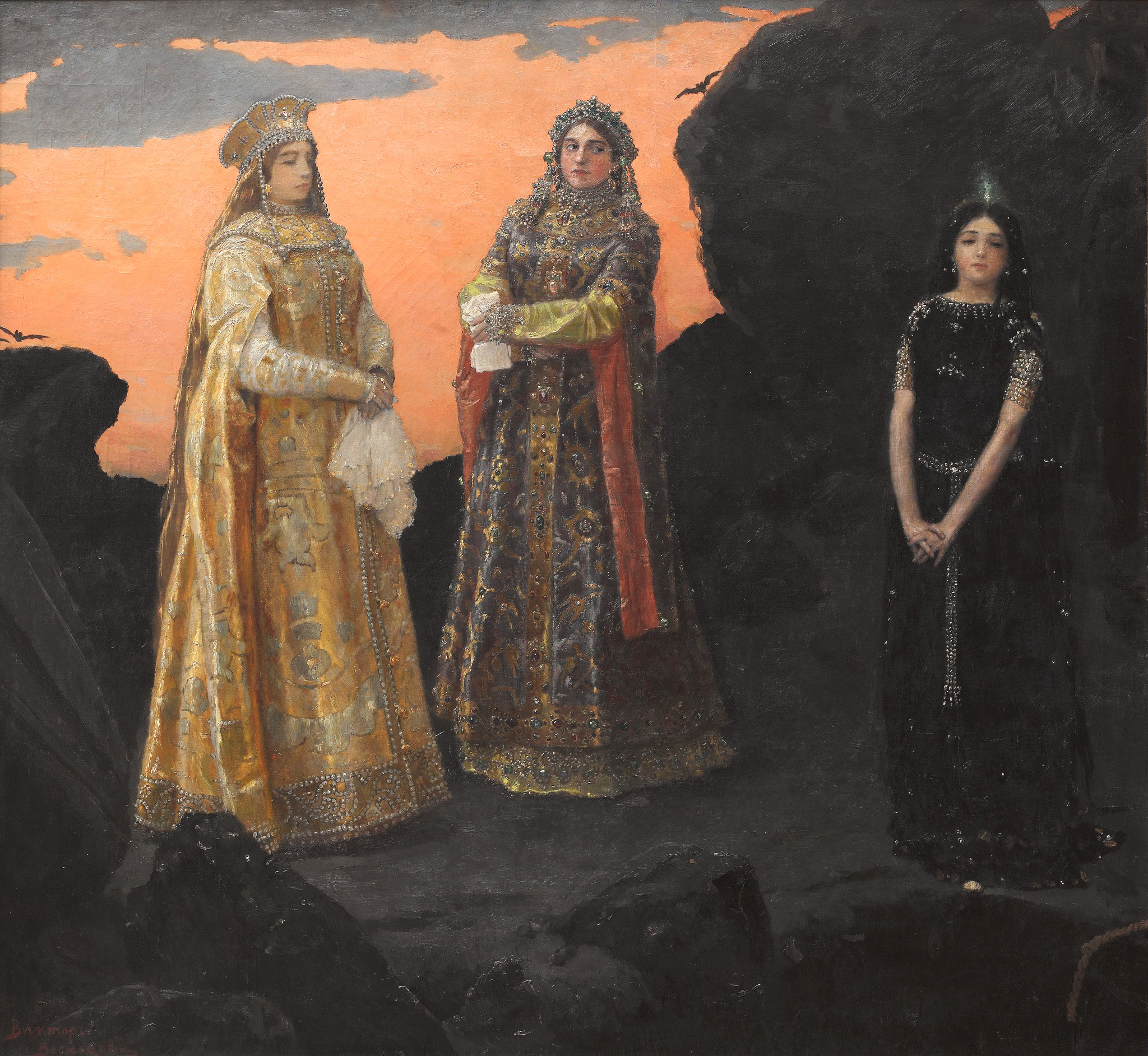
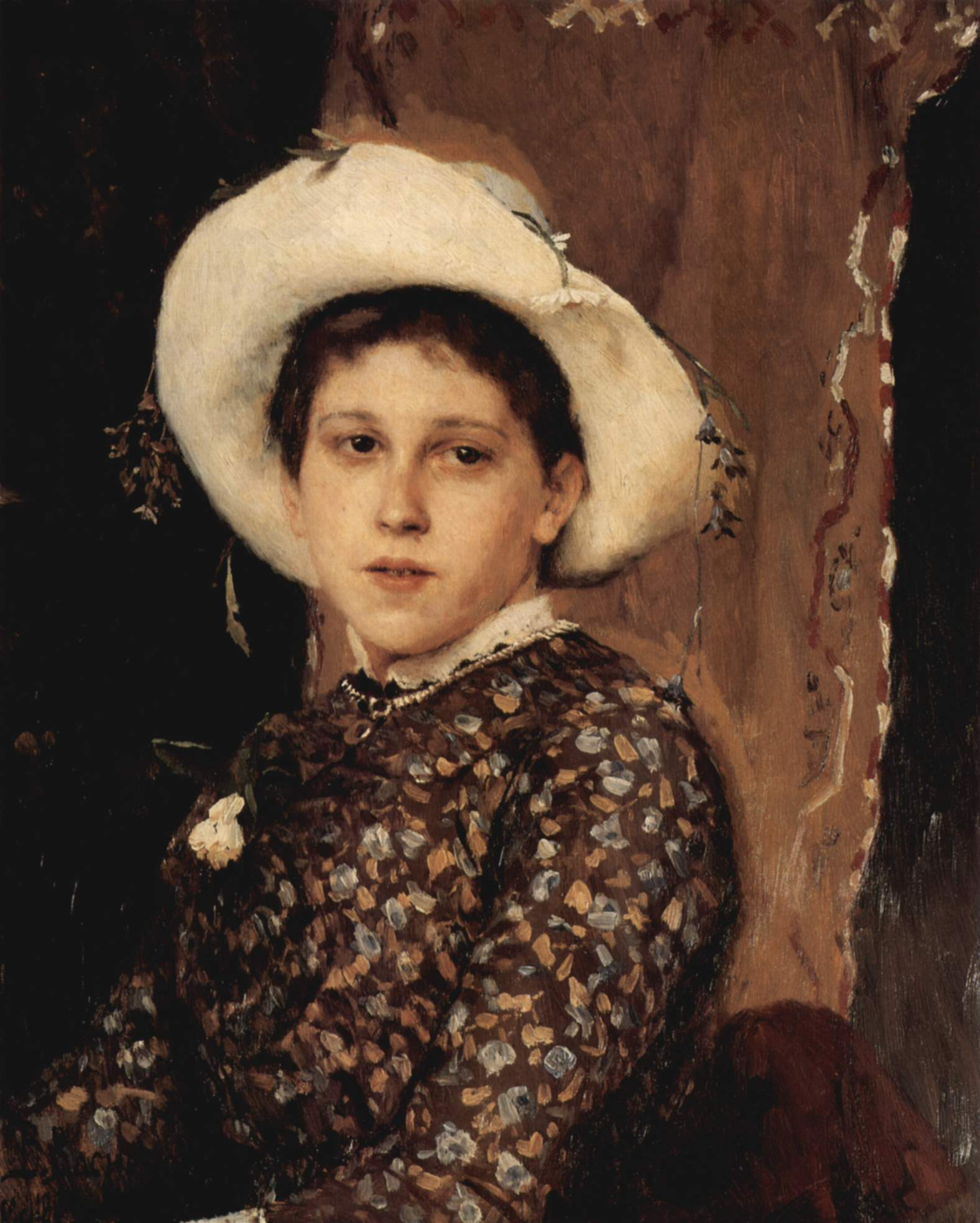
Tatiana Mamontova, 1884
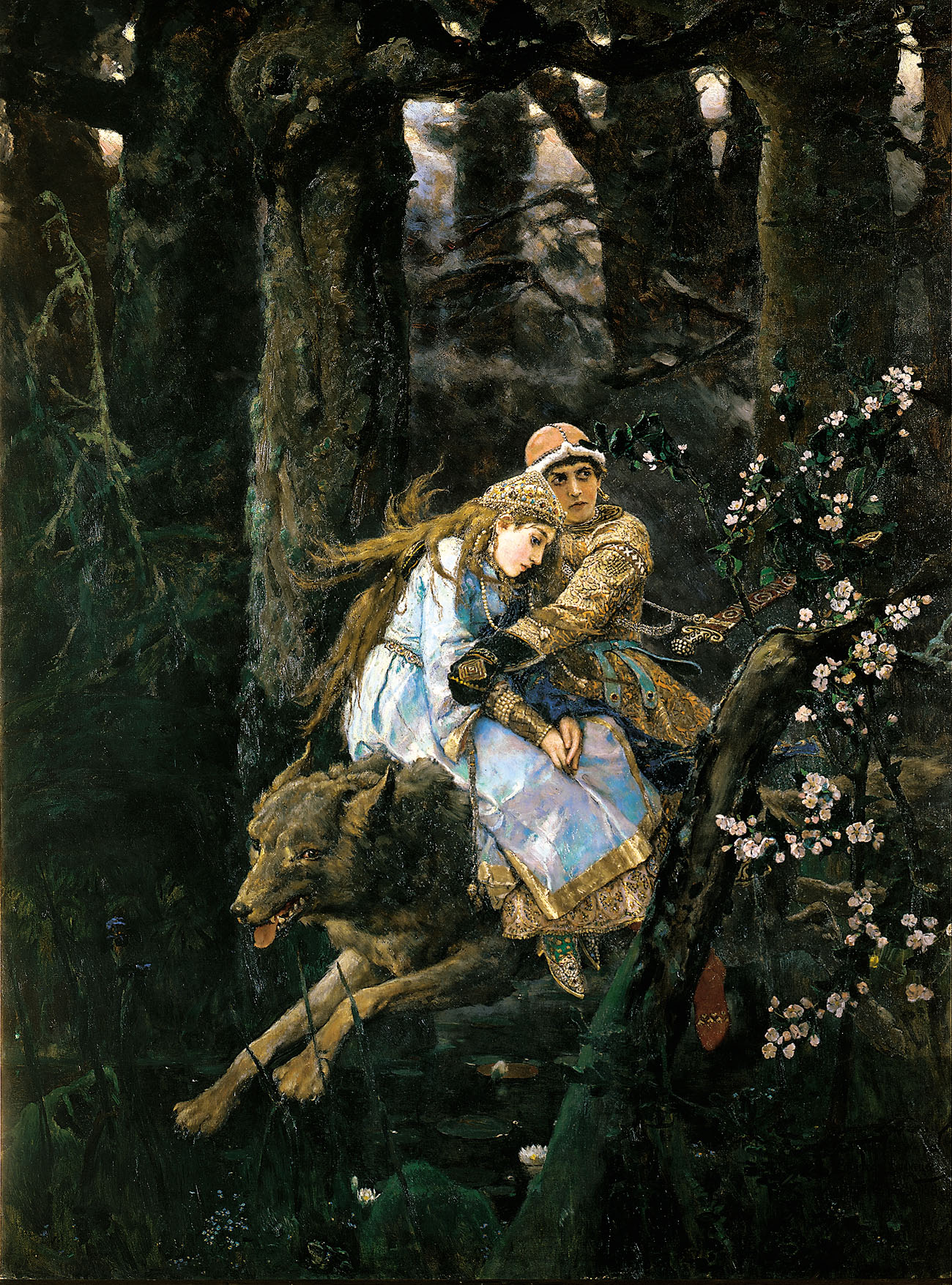
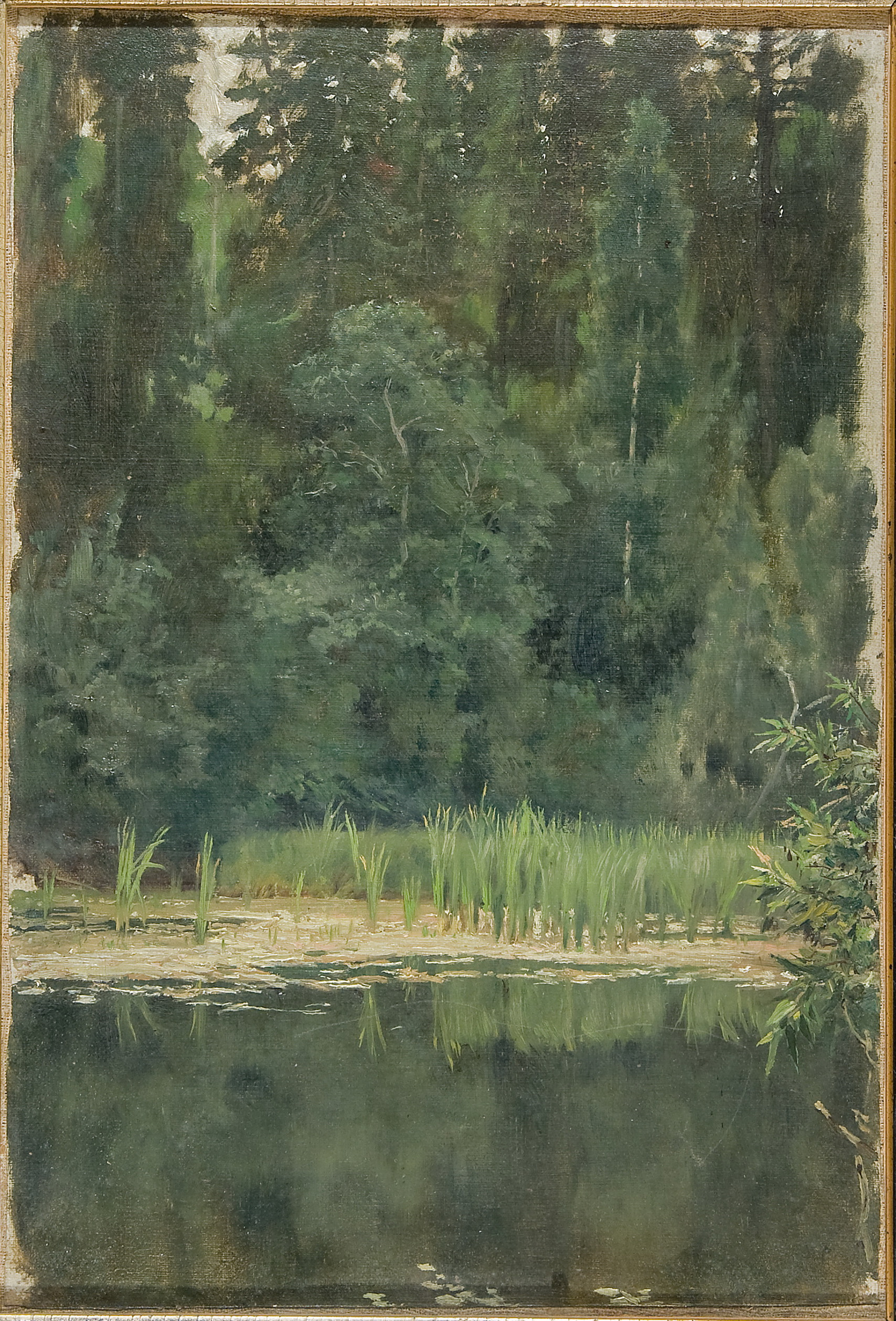
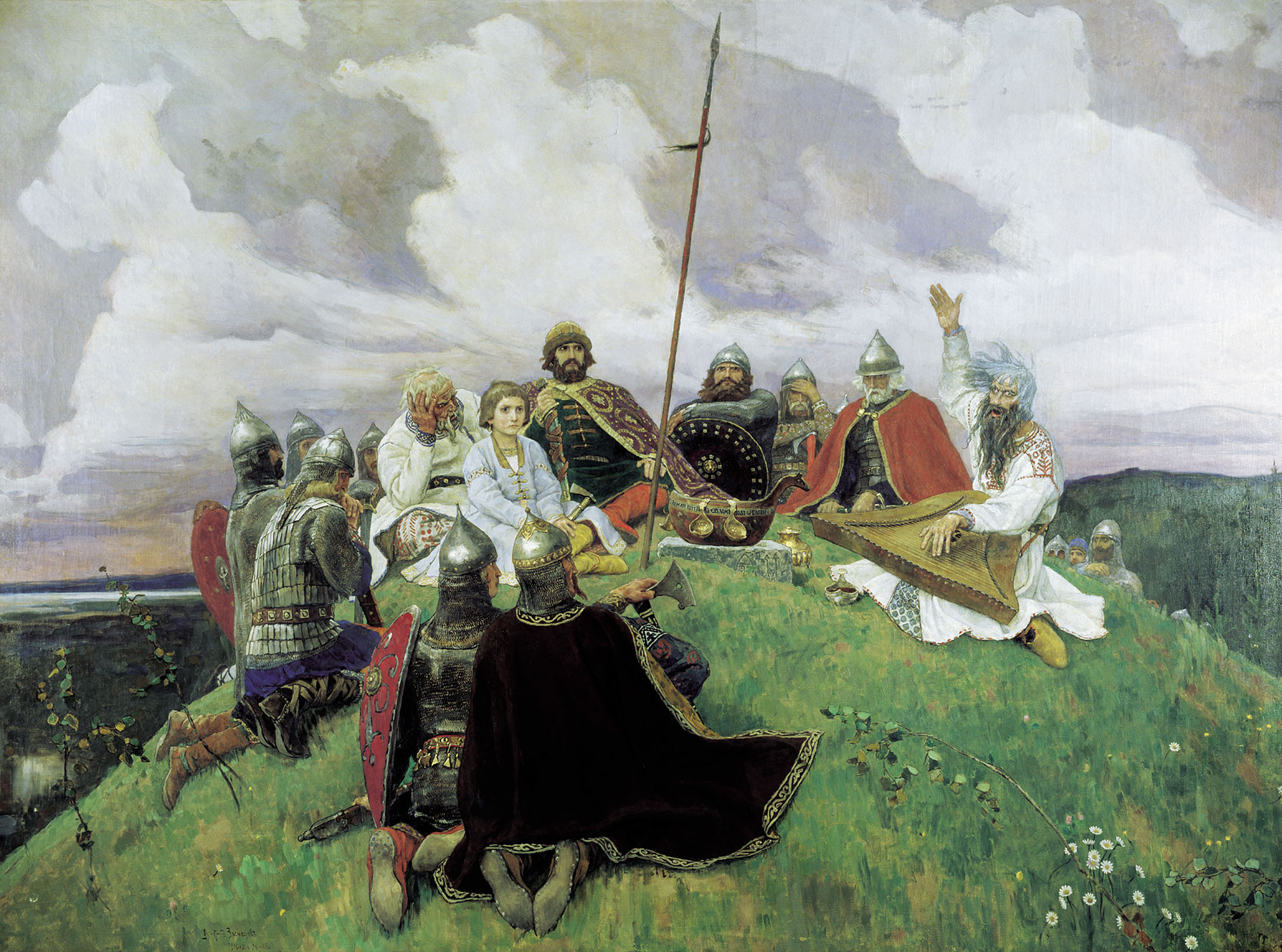
Bojan, 1910
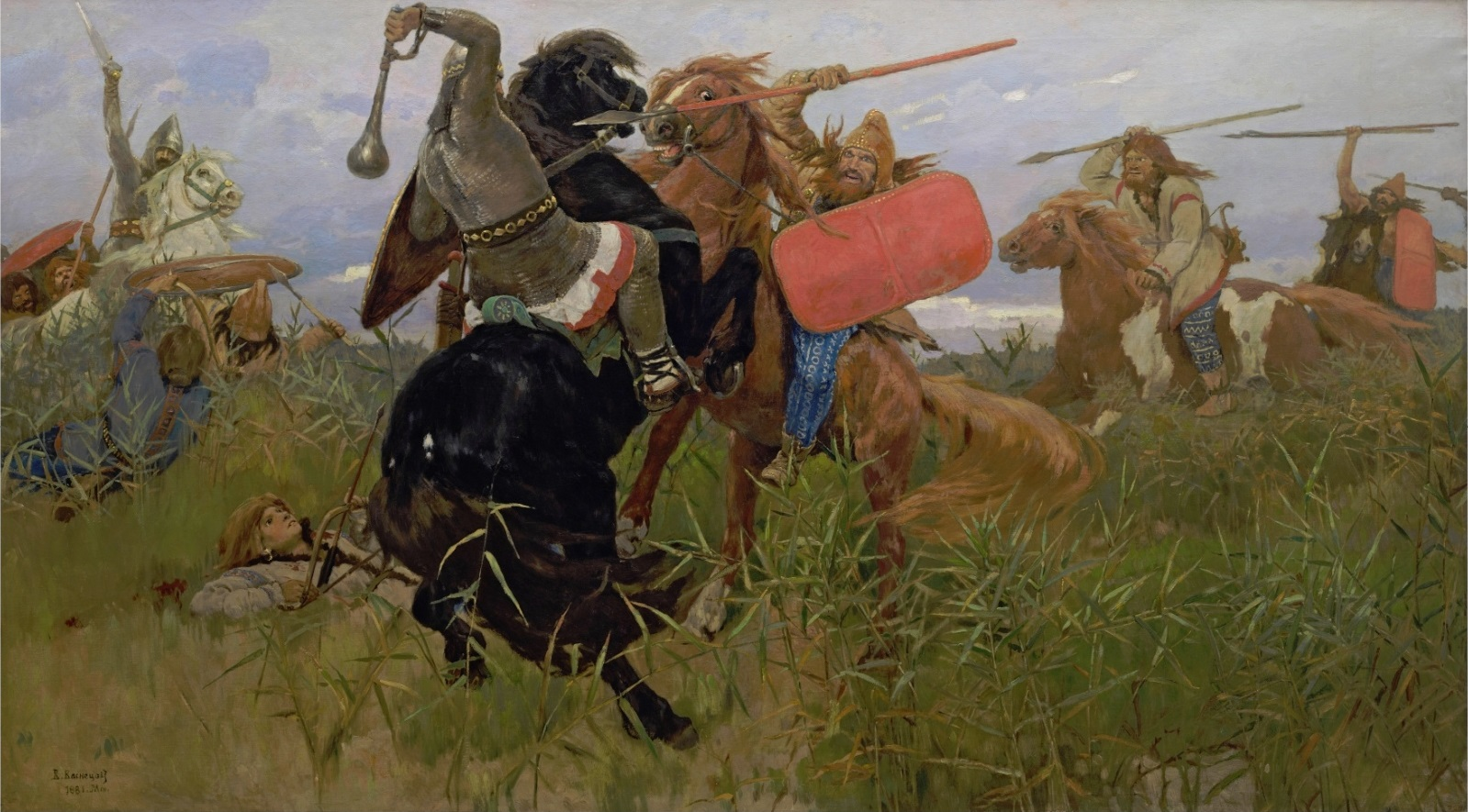
Lotta tra Sciti e Slavi
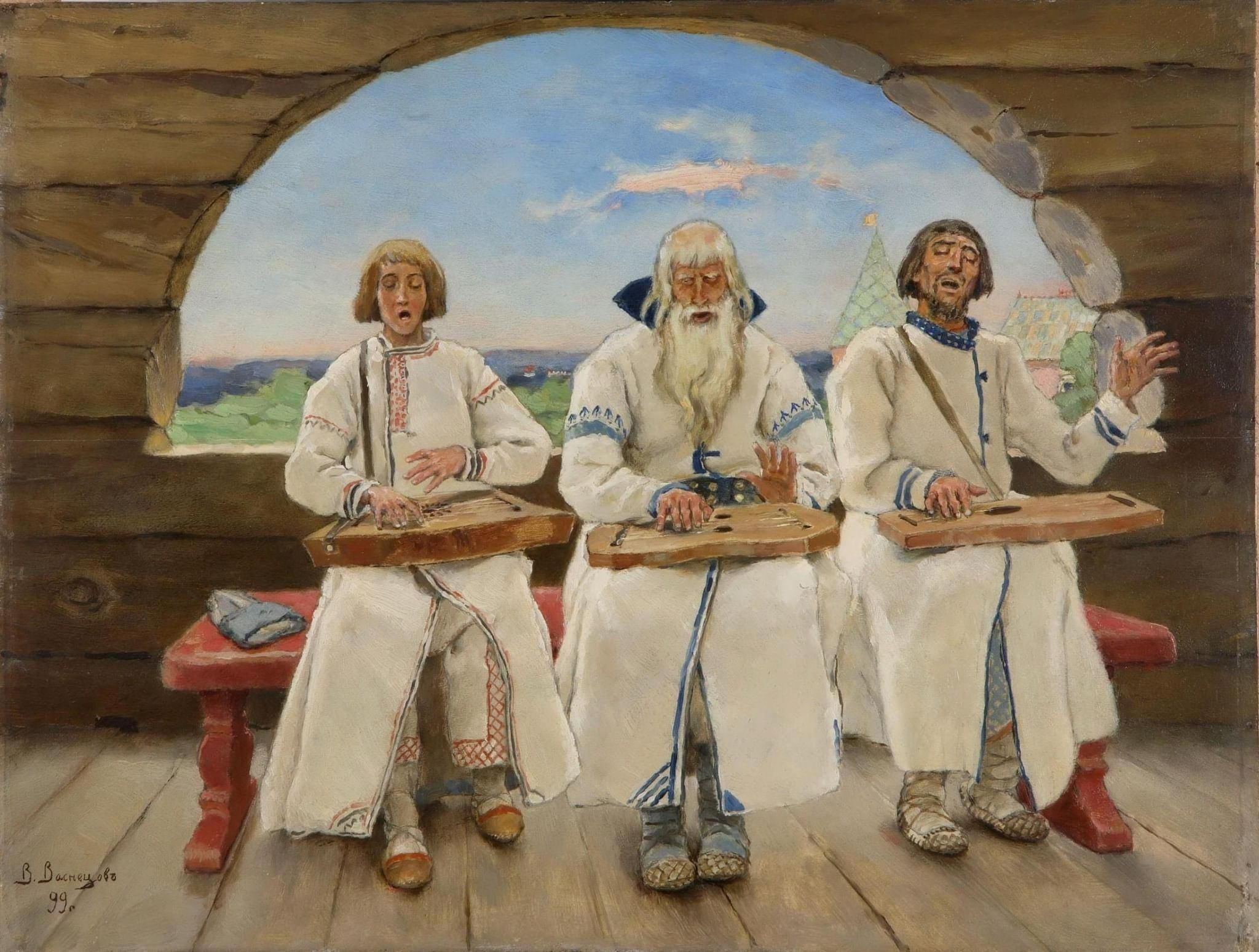
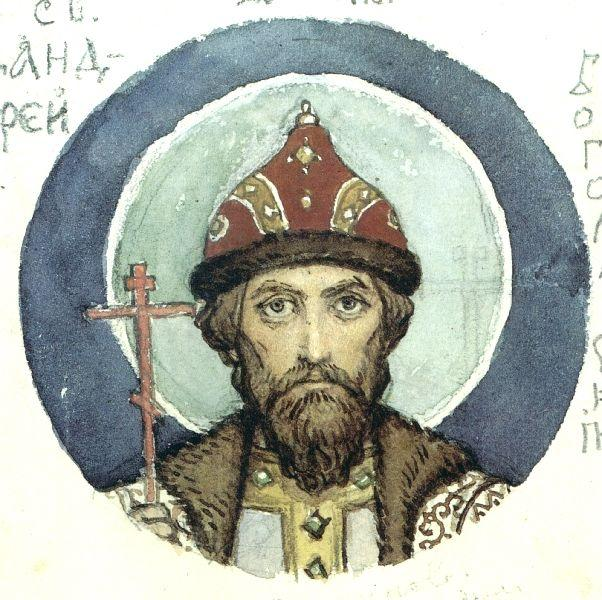
Il Gran principe Andrej Bogoljubskij
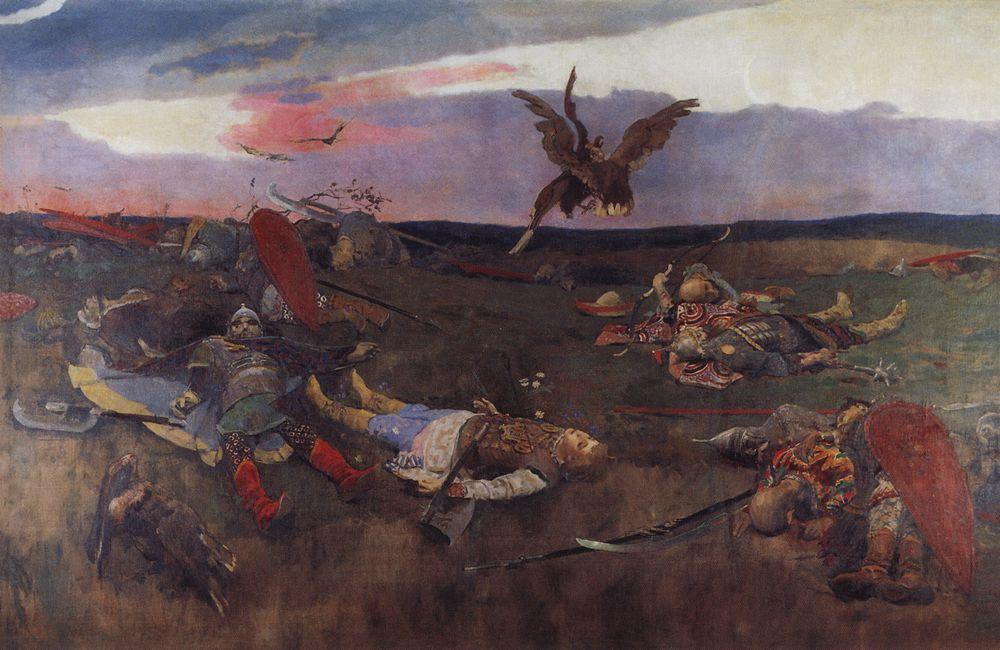
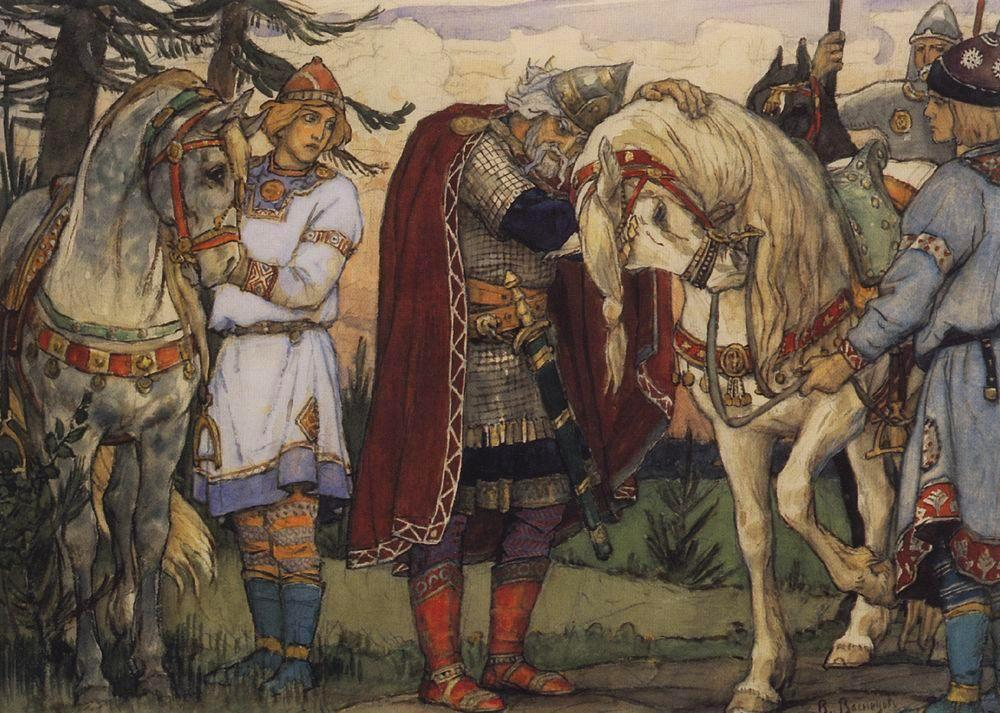
Oleg di Kiev
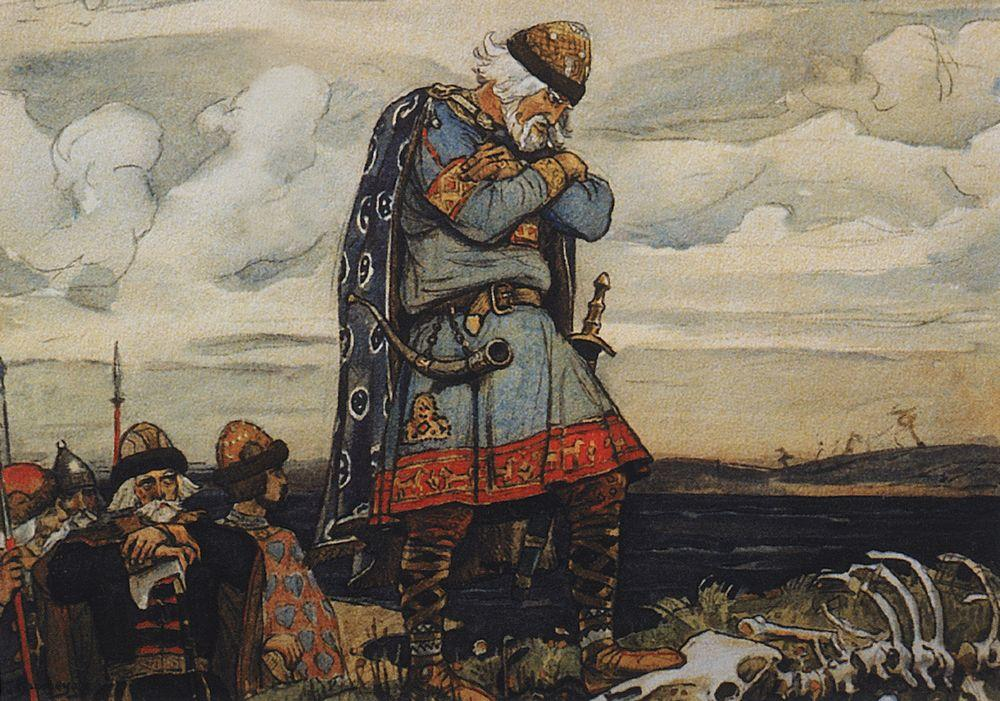
Oleg di Kiev, 1899